# Grand-Bassam

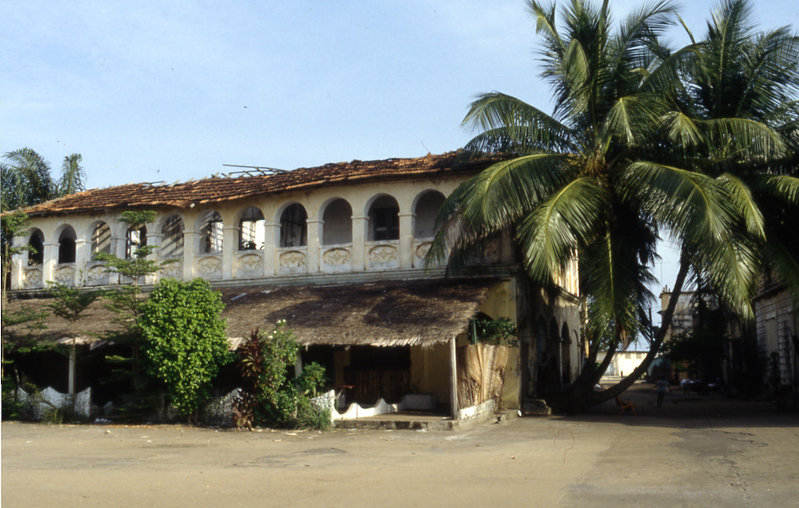
Un vieil immeuble colonial de Grand-Bassam envahi par la végétation mais toujours habité.

Grand-Bassam   est une ville historique, et fut la première capitale de la Côte d'Ivoire de 1893 à 1900 durant la période coloniale. Située à 43 kilomètres à l'est d'Abidjan, la localité de Grand-Bassam est le chef-lieu du département de Grand-Bassam dans la région du Sud-Comoé. Le nom de la ville vient de l'expression Abouré « Alsam » qui veut dire « Il fait nuit » et de l'expression appolonienne « Ba-souan » qui signifie « viens me charger ». Le maire de ladite ville est Jean Louis Moulot, réélu le 02 Septembre 2023 pour son deuxième mandat.
Le 3 juillet 2012, le quartier France de Grand-Bassam, considéré comme le cœur historique de la ville, est classé au patrimoine mondial de l'UNESCO.

## Géographie

### Situation

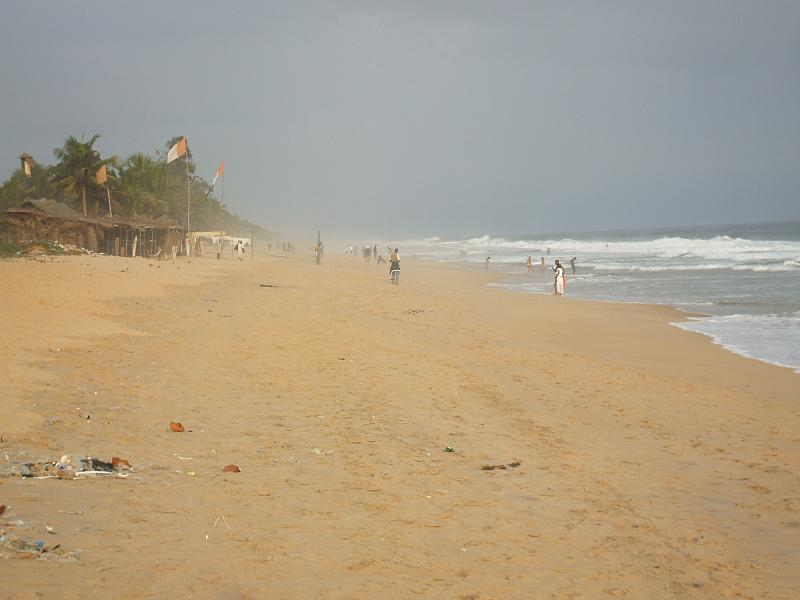
Plage de Grand-Bassam

La ville est située sur le littoral et comprend de ce fait une façade sur l'océan Atlantique, et une autre sur la lagune Ébrié à l’embouchure du fleuve Comoé. Elle est située à 43 km d'Abidjan.

### Climat et végétation
Le climat de la Côte d'Ivoire comporte deux zones bioclimatiques distinctes. Le sud est très humide et connaît quatre saisons (d'avril à la mi-juillet : grande saison des pluies ; de la mi-juillet à septembre : petite saison sèche ; de septembre à novembre : petite saison des pluies ; de décembre à mars : grande saison sèche). Les températures varient de 21 à 35°,.

## Histoire

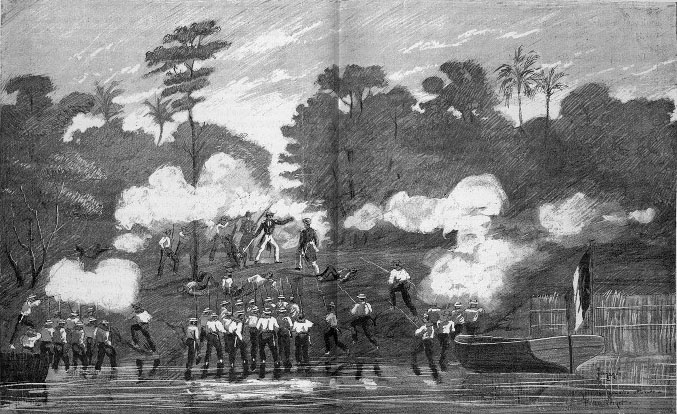
« Le commandant E. Bouët-Willaumez attaque et châtie les peuplades insurgées de Grand-Bassam » (gravure de 1890).

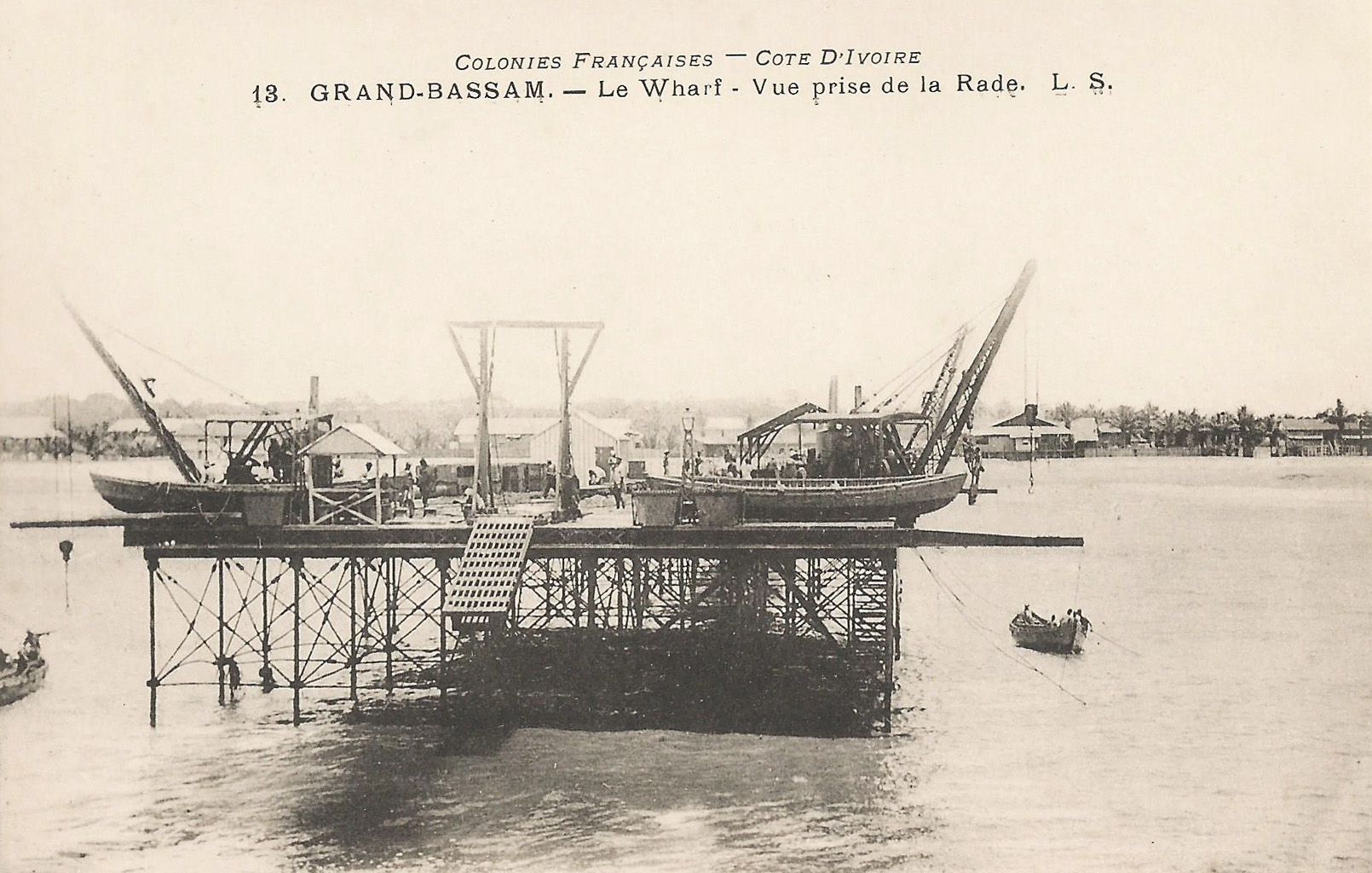
Le Wharf de Grand-Bassam en 1905

La ville est fondée au milieu du XVe siècle par les Nzema.
Le premier Européen à explorer la région de Grand-Bassam est le Portugais Soeiro da Costa en 1469. Il nomme l'actuel fleuve Comoé Rio de Mayo et baptise la rivière d'Assinie de son nom, Rio Soeiro da Costa.
Les premiers Européens à signer le traité avec Bassam du roi Peter qui n'était alors qu'un village furent Charles Philippe Kerhallet et Alphonse Fleuriot de Langle le 19 février 1842. Le Fort Nemours, le premier fort durable de la côte avec celui d'Assinie, y est construit en 1843, après le débarquement du lieutenant de vaisseau Fleuriot de Langle, qui devait mener à un traité entre la France et le roi de Grand-Bassam, le roi Bley Peter (19 février 1842), le roi Peter était avec ses notables Kouassi et Waka (Walker).[incompréhensible] À cette époque, les escarmouches avec les Anglais étaient fréquentes, et les moyens ne permettaient pas d'exploiter l'intérieur du pays. C'est à l'intérieur de ces forts que les premiers comptoirs commerciaux seront installés les années qui suivirent.
La ville est, de 1893 à 1899, la première capitale coloniale, portuaire, économique et juridique de la Côte d'Ivoire. La ville de Grand-Bassam a accueilli, dès 1893, le centre de télégraphie sous-marine reliant le « territoire de la Côte d'Ivoire » à Conakry, « territoire de Guinée » d'une part, et à Cotonou « territoire du Dahomey » qui était la seule liaison ouverte sur l'extérieur, de l'autre. 
En 1899, la capitale est transférée à Bingerville à la suite d'une épidémie de fièvre jaune : sur les 60 Européens présents dans la ville, 45 décèdent. De nouvelles épidémies éclateront entre 1900 et 1903.

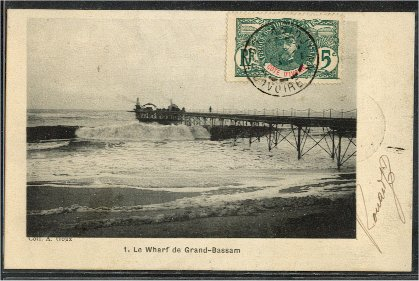
La jetée.

Grand-Bassam continue, toutefois, de jouer un rôle important au sein de la colonie, notamment avec la mise en service de son wharf maritime (177 m de long), et de son phare en 1901. La ville reste un port important jusque dans les années 1930, avant de passer le relais à Abidjan, alors en plein essor.
Le 24 décembre 1949, des femmes ont manifesté contre la puissance coloniale pour demander la libération de leurs époux, frères ou fils, militants anti-colonialistes, qui avaient été arbitrairement emprisonnés. Elles marchèrent ainsi d’Abidjan à Bassam, jusqu’à la prison pour réclamer justice, avant que le mouvement ne soit brutalement réprimé à Bassam. Cet épisode est rentré dans l'histoire sous le nom de Marche des Femmes de 1949 et les participantes sont considérées comme des pionnières de la lutte pour l’indépendance du pays. Le pont qui relie le quartier France à la ville à Grand-Bassam a été rebaptisé Pont de la Victoire en leur mémoire.
La ville est inscrite, le 1er juillet 2012, au Patrimoine mondial de l'UNESCO.

### Attentat de mars 2016
Le 13 mars 2016, la ville de Grand-Bassam subit le premier attentat perpétré sur le territoire ivoirien. C'est en pleine journée qu'une fusillade sanglante frappe un quartier touristique de la ville faisant au moins 18 morts, dont trois soldats des forces spéciales ivoiriennes et au moins 15 civils, parmi lesquels quatre Français et une Allemande. Dans l'assaut des forces spéciales, trois assaillants ont été neutralisés,. Dans la soirée, Al-Qaïda au Maghreb islamique revendique l'attaque par le biais de son agence de presse ,. 
Un mémorial a été érigé à la mémoire de l'attentat de 2016.

## Administration
Érigée en commune mixte par un arrêté du 31 décembre 1914, Grand-Bassam est la première commune de Côte d'Ivoire. La nouvelle entité administrative est née de la scission de l'ancien cercle du même nom. En octobre 1955, Grand-Bassam devient une commune de plein exercice avec un Conseil municipal, et un maire élus.
En janvier 1960, une délégation spéciale de trois membres remplace le conseil municipal.
En 1965, la réorganisation du territoire donne naissance à la sous-préfecture de Grand-Bassam qui comprend l'agglomération urbaine de Grand-Bassam, les villages de Moossou et Dépendance, Azuretti, Ebrah, Vitré 1, Vitré 2, Modeste, Mafiblé, Gbamié, Yakassé 1 Yakassé 2 et Mondoukou. Le chef du village d'Azuretti est Nanan Bognan V.
Une loi de 1978 institue 27 communes de plein exercice sur le territoire du pays. Au nombre de celles-ci, figure Grand-Bassam.  
| Date d'élection | Identité                      | Parti    | Qualité         | Statut          |
| --------------- | ----------------------------- | -------- | --------------- | --------------- |
| 1980            |                               | PDCI-RDA | Homme politique | élu             |
| 1985            | Ablé Attékeblé Frédéric       | PDCI-RDA | Homme politique | élu             |
| 1990            | Ablé Attékeblé Frédéric       | PDCI-RDA | Homme politique | élu             |
| 1995            | Ablé Attékeblé Frédéric       | PDCI-RDA | Homme politique | élu             |
| 2001            | Jean-Michel Moulod            | PDCI-RDA | Homme politique | élu             |
| 2011            | Martin Ackah Anokoï (Intérim) | PDCI-RDA |                 | Premier adjoint |
| 2013            | Georges Philippe Ezaley       | PDCI-RDA | Homme politique | élu             |
| 2019            | Jean Louis Moulot             | RHDP     | Homme politique | élu             |
| 2023            | Jean Louis Moulot             | RHDP     | Homme politique | réélu           |

## Banques
La localité de Grand-Bassam, compte à ce jour de nombreuses institutions financières privées comme publiques. Au niveau public, le trésor y est installé permettant ainsi de recueillir l'impôt collecté pour le compte de l'État, et pouvoir payer les salaires des fonctionnaires. Les institutions financières privées sont aussi représentées, on peut citer des agences des grandes banques comme la SGBCI, la BACI, la BICICI, EcoBank, sans oublier les microfinances telles que la CMEC (...).

## Tourisme

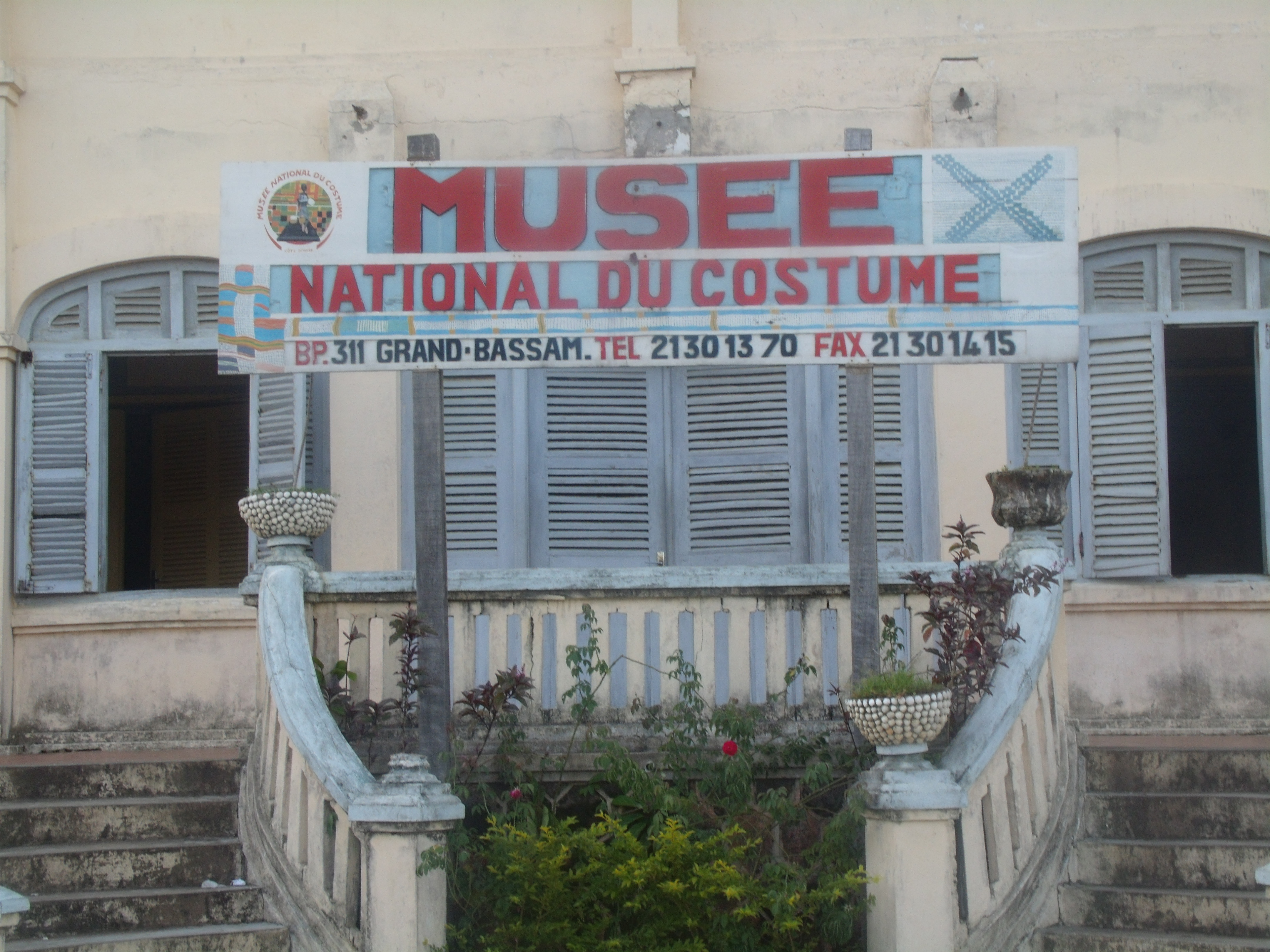
Musée national du costume.

En tant que station balnéaire, Grand-Bassam a mis l'accent sur un élément clé pour attirer davantage les touristes ainsi que les rencontres internationales pour les colloques et les séminaires. Elle compte donc un bon nombre d'hôtels et de restaurants. Grand-Bassam regorge aussi de lieux touristiques qui permettent d'en savoir plus sur le passé historique de cette ville.
- Le musée national du costume ;
- Le centre de céramique ;
- Le phare  ;
- L'ancienne maison de la poste.

## Économie

### Développement des TIC
Désirant se développer, une joint venture est créée entre l’État de Côte d’Ivoire et des partenaires financiers dont Exim Bank (Inde), la Banque ouest africaine de développement (BOAD) et la Banque d’investissement et de développement de la Cedeao. Elle construit un Village des technologies de l’information et de la biotechnologie (Vitib). Sous la direction de Philippe Pango, et situé à la lisière nord de Grand-Bassam, il a été inauguré en 2014. Cette zone franche de 624 hectares a reçu un investissement de plus de 65 millions de dollars, et héberge des start-up locales ainsi que des entreprises internationales comme Orange. En 2017, 29 entreprises spécialisées dans les Technologies de l'Information et de la Communication y étaient présentes dont des sociétés d’assemblage d’ordinateurs, d’assemblage d’armoires électriques, et des datacenters (dont celui d'Orange qui est le plus gros d'Afrique de l'Ouest). En 2021, 180 hectares de cette zone étaient en cours d'aménagement.

### Économie culturelle
Depuis quelques années, Grand-Bassam attire aussi différents professionnels des métiers artistiques tels les peintres, les photographes, les designers ou sculpteurs venus chercher plus de sérénité qu'à Abidjan.

## Société

### Démographie
| 1963   | Rec. 1975 | Rec. 1988 | Est. 2010 | Est. 2011 | Est. 2012 | 2021    |
| ------ | --------- | --------- | --------- | --------- | --------- | ------- |
| 17 780 | 27 273    | 41 825    | 83 576    | 85 473    | 88 118    | 124 567 |

### Éducation
Grand-Bassam compte 2 lycées, 5 collèges et 28 écoles primaires publiques. Les autorités locales estiment le taux de scolarisation à 80 %.

### Langues

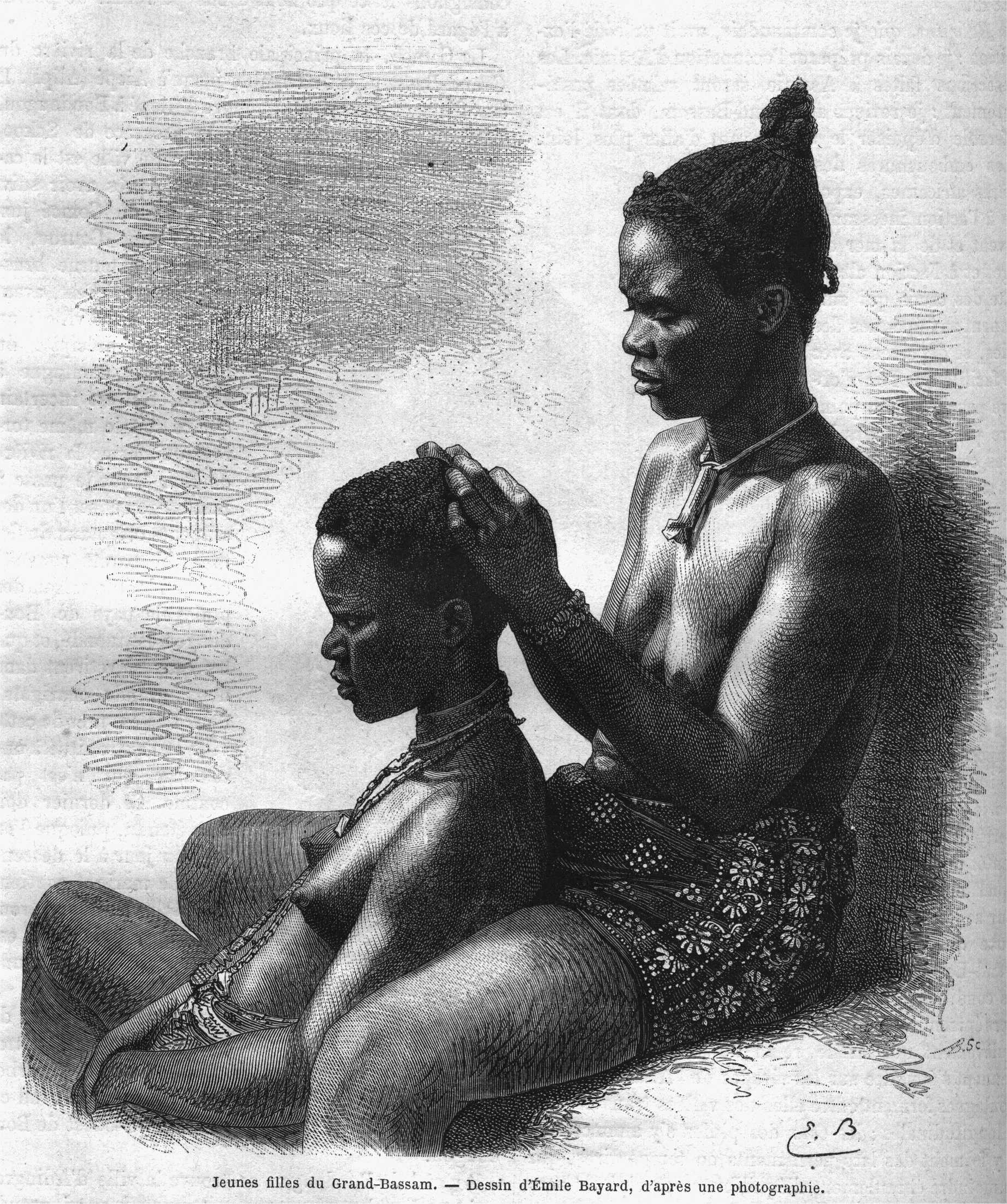
« Jeunes Filles de Grand-Bassam », dessin d'Émile Bayard, d'après une photographie. Gravure de 1869.

Depuis l'indépendance, la langue officielle dans toute la Côte d'Ivoire est le français. Les langues usuelles, parlées et comprises par la majeure partie de la population du département de Grand-Bassam, sont le N'zima, l'Abouré et  l'Ehotilé. Le français effectivement parlé dans la région, comme à Abidjan, est communément appelé le « français populaire ivoirien » ou « français de Moussa », qui se distingue du français standard par la prononciation, et qui le rend quasi inintelligible pour un francophone non ivoirien. Une autre forme de français parlé est le nouchi, un argot parlé surtout par les jeunes, et qui est aussi la langue dans laquelle sont écrits deux magazines satiriques, Gbich! et Y a fohi. Le département de Grand-Bassam accueillant de nombreux Ivoiriens issus de toutes les régions du pays, toutes les langues vernaculaires du pays, environ une soixantaine, y sont pratiquées.

### Religion
Grand-Bassam est le siège d'un évêché catholique créé le 8 juin 1982. S'y trouve la cathédrale Sacré-Cœur fondée par les Révérends Pères Emile Bonhomme et Alexandre Hamard. L'évêque du diocèse de Grand-Bassam est monseigneur Raymond Ahoua.
Multiculturelle, la ville compte également une grande communauté musulmane et  plusieurs mosquées disséminées à travers la ville. La mosquée Sylla est l'une des plus importantes de la ville.
Dans sa diversité de communauté, Grand-Bassam compte aussi une grande communauté des Eglises protestantes et évangéliques, d'où les églises des Assemblées de Dieu à l'Impérial et à Moossou ; les églises méthodistes unies et une forte présence des églises évangéliques dont l'une des plus jeunes est la Mission évangélique du salut et de la vie abondante, dite Eglise MESVA.

### Urbanisme

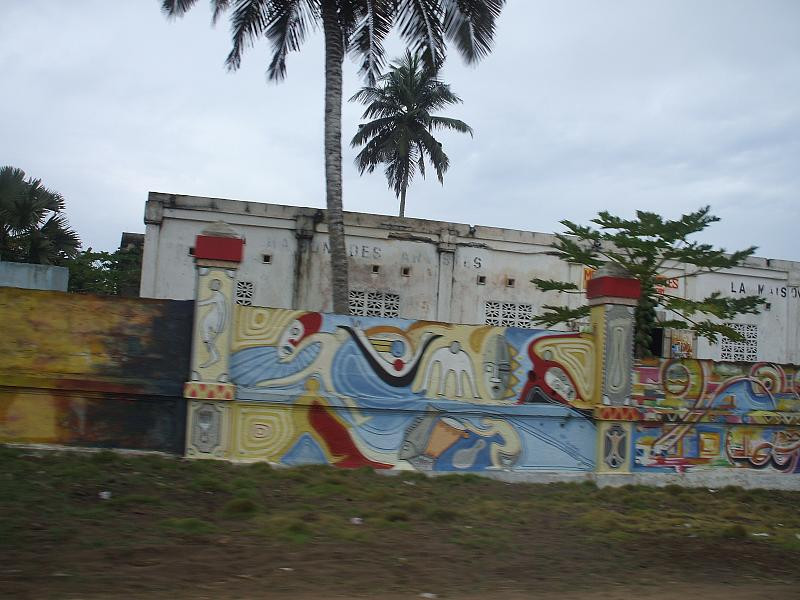
La Maison des Artistes

La lagune Ouladine divise la ville en deux parties reliées par un pont. On y trouve le quartier France qui est le Grand-Bassam historique. Classée au patrimoine de l'UNESCO, au sud, au nord les villages de Petit-Paris, d'Impérial, de Moossou.
- Ancien Bassam, ville de la colonie française. De l'époque coloniale, subsistent quelques maisons en bois surélevées qui présentent l'avantage inestimable, grâce à la convection naturelle, de ne nécessiter aucun système de climatisation. Certaines d'entre elles font l'objet d'un programme de réhabilitation. L'artisanat y est très important. Le Musée national du costume de Côte d'Ivoire est installé dans le quartier. Son bord de mer, très fréquenté, est agrémenté de paillotes.

Architecture coloniale.
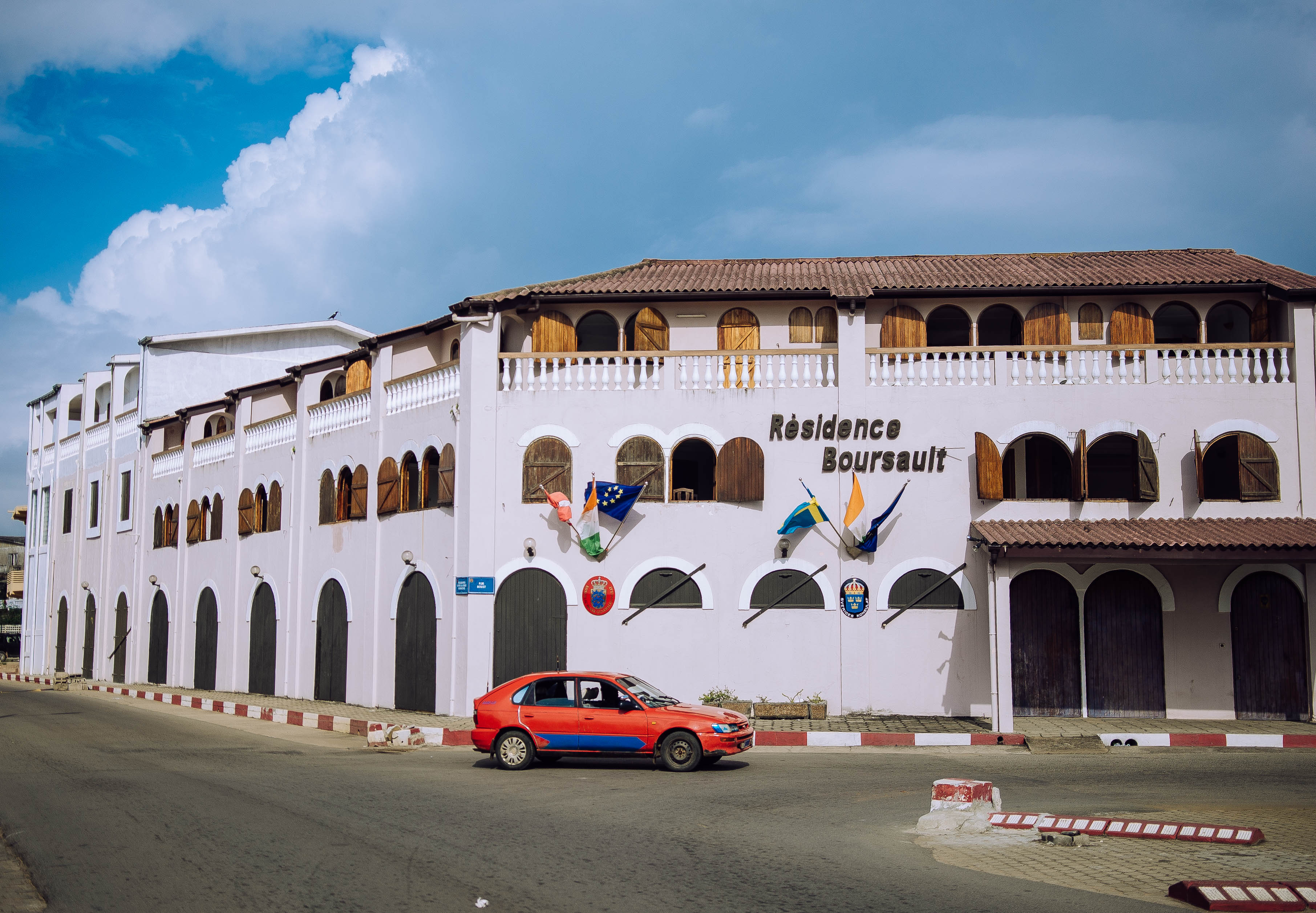
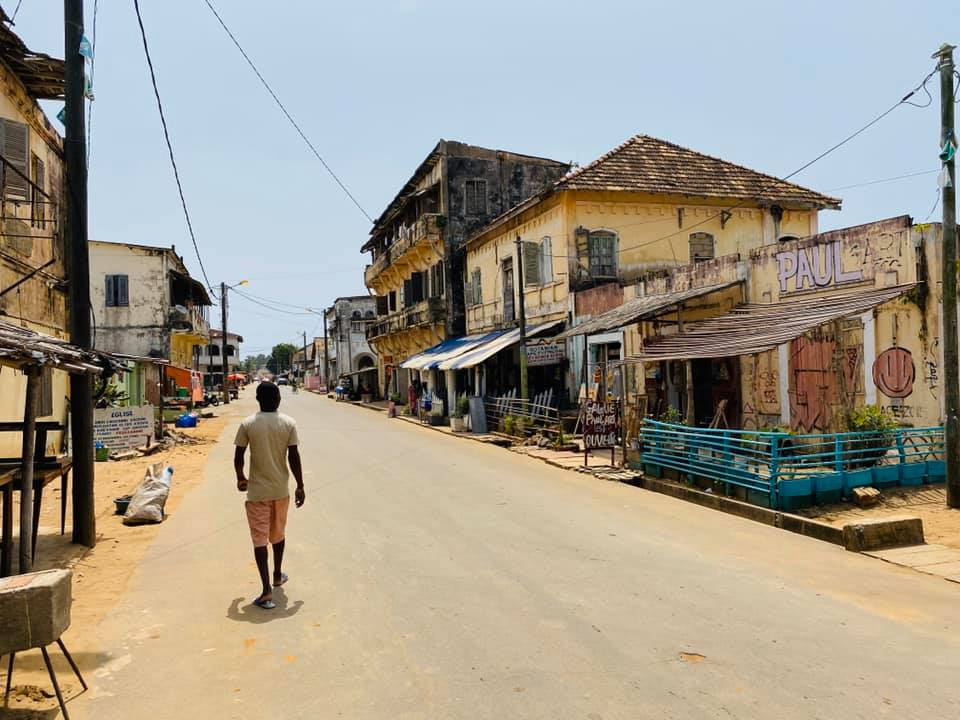
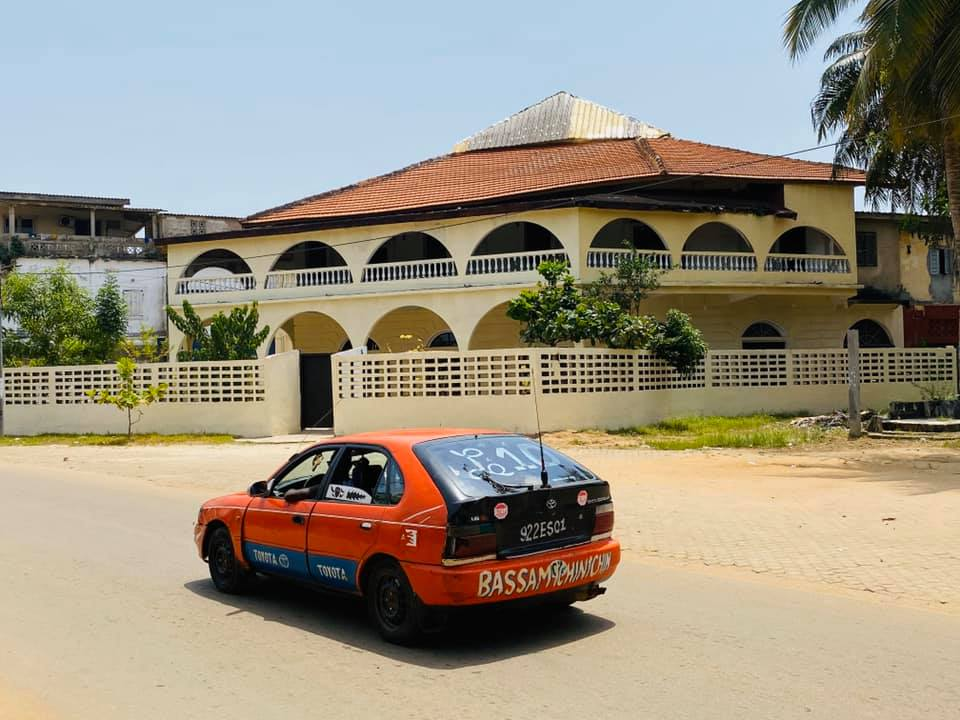
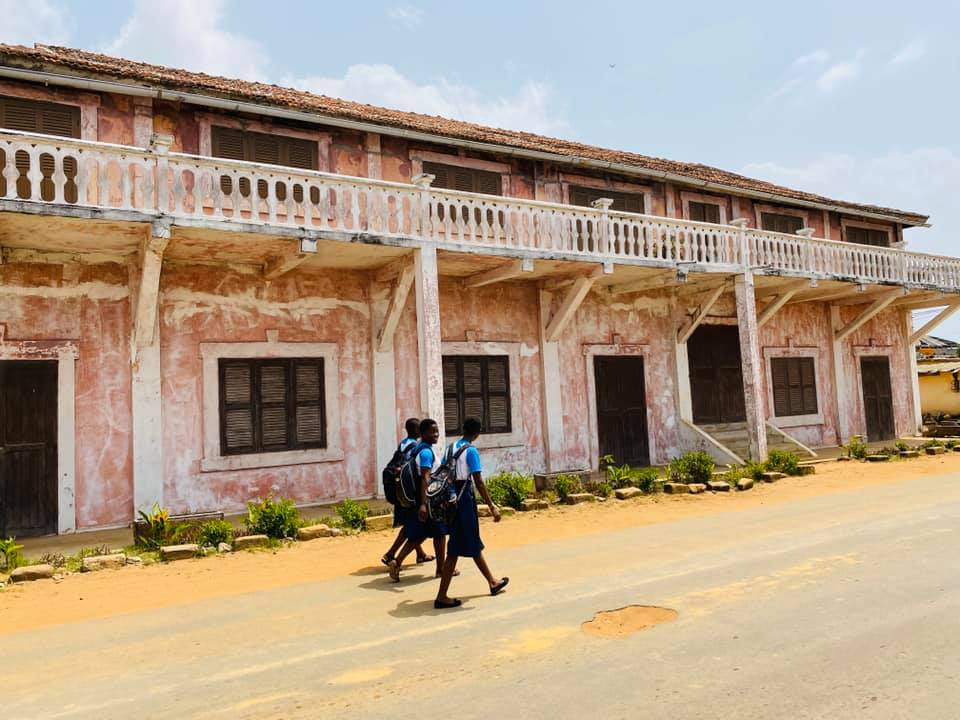

- Nouveau Bassam, sur la terre-ferme, ce quartier est maintenant le centre-ville avec des activités commerciales et attractives.

## Sports
Le football en Côte d'Ivoire a été introduit à Grand-Bassam en 1918. La ville compte le club de football, l'USC Bassam créé en 1947 avec Moise Bognini qui fut également premier capitaine des éléphants de Côte d'Ivoire. USCB a été championne de Côte d'Ivoire en 1958, 1959, 1960. Finaliste de la Coupe de Côte d'Ivoire de football en 1983, évoluant en MTN Ligue 1 2008 et qui dispute ses matchs sur le Stade Municipal de Bassam. Un second club, le Moossou FC évolue en MTN Ligue 2. Un autre club de football, la Jeunesse sportive de Bassam, se consacre à la formation des jeunes footballeurs.

## Fêtes
En novembre, a lieu l'Abissa qui est la plus grande cérémonie chez les N'zima pour célébrer la fin de l'année et le début de la suivante. Elle consiste en des réjouissances et des réconciliations durant lesquelles tout acte de violence est interdit. Cette fête peut aussi être le moment de faire la critique sociale, la sortie du roi et la présentation des 7 familles. Cette fête dure une semaine et se termine par la fanfare.
Chaque année, a aussi lieu la fête de génération pendant les congés de pâques dans le village de Moossou.

## Cuisine

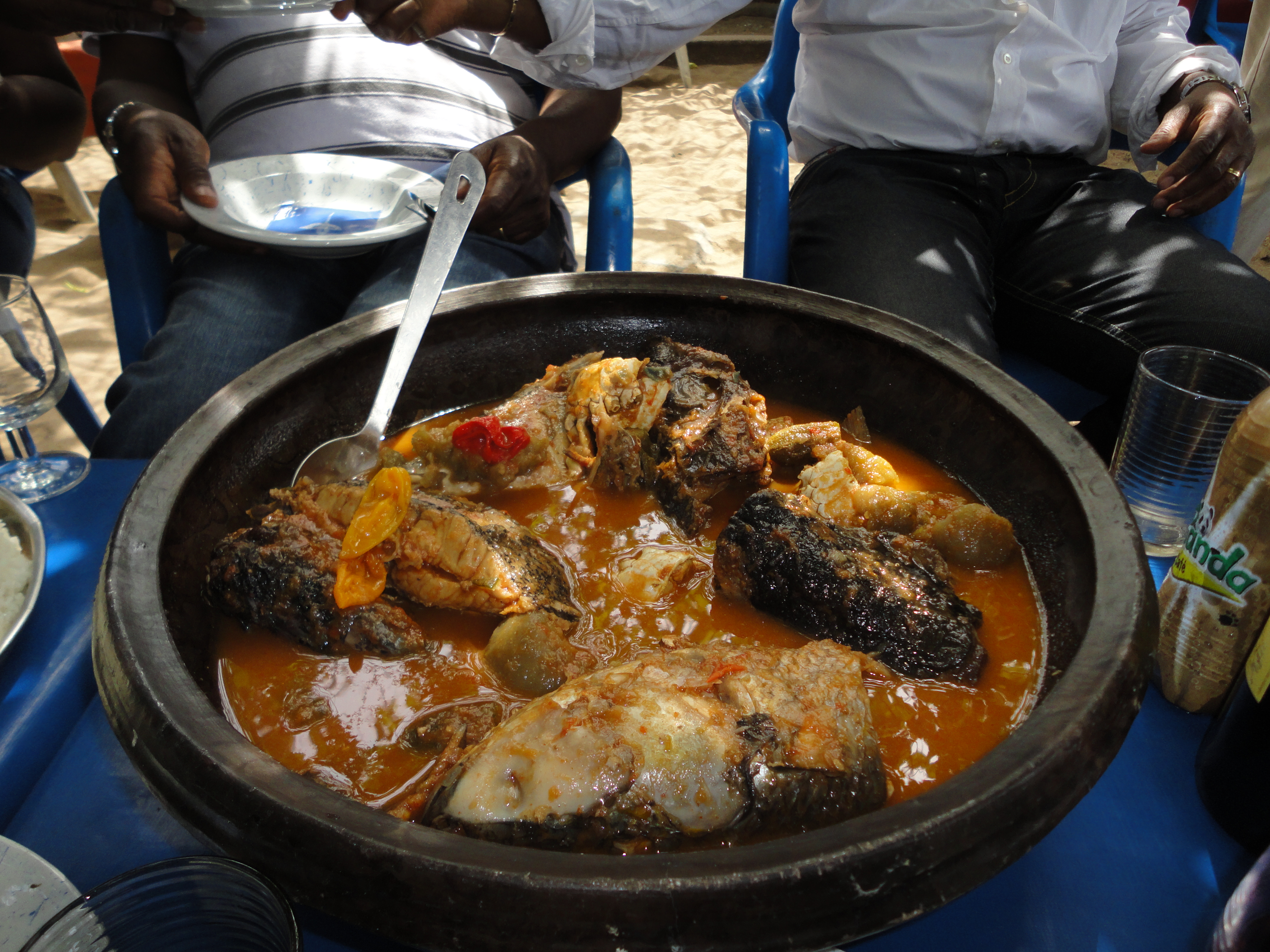
Soupe bassamoise

En  août 2021, s'est tenu le premier festival gastronomique du peuple N'Zima.

## Personnalités liées à la région
- Jean-Baptiste Mockey, homme politique, élu premier maire de la ville de Grand-Bassam en 1956 ;
- Bernard Dadié, écrivain, scolarisé une première fois au cours préparatoire à l'école du quartier France de Grand-Bassam ;
- Georges Philippe Ezaley, homme politique ;
- Michel Kodjo, peintre ;
- Meiway, chanteur né à Grand-Bassam ;
- Bovlè Simon, chanteur ;
- Lystrone Kouamé, chanteur ;
- Dezza XXL, chanteur ;
- Georges Ouégnin, ambassadeur, et ancien chef du protocole de Félix Houphouët-Boigny (pendant 33 ans) et de Henri Konan Bédié (pendant 6 ans) ;
- John William, chanteur franco-ivoirien ;
- Simone Gbagbo, ex-première dame de Côte d'Ivoire, née à Moossou (commune de Grand-Bassam) ;
- Jacques Assanvoh Kattié[20], administrateur de la France d'Outre-Mer et premier commandant de cercle ivoirien à Grand-Bassam ;
- Gauz, écrivain franco-ivoirien qui partage son temps entre Grand-Bassam et Belleville, quartier du 20e arrondissement de Paris[21];
- N'damoulé Binlin, membre du comité d'organisation de l'Abissa ;
- Roger Gnoan M'Bala, cinéaste ;
- Jean-Louis Moulot, ambassadeur, maire de Grand-Bassam (2019), directeur général de la SODEXAM (2019), ancien directeur de cabinet adjoint à la Présidence de la République de Côte d'Ivoire.

## Grand-Bassam au cinéma
La ville a été, en 1986, le lieu de tournage principal du film Azizah, la fille du fleuve, réalisé par Patrick Jamain.

## Grand-Bassam dans la littérature
- Climbié (1952) de Bernard Dadié ;
- Les Frasques d'Ebinto (1975) d'Amadou Koné ;
- Camarade Papa (2018) de Gauz.

## Photos

### Histoire

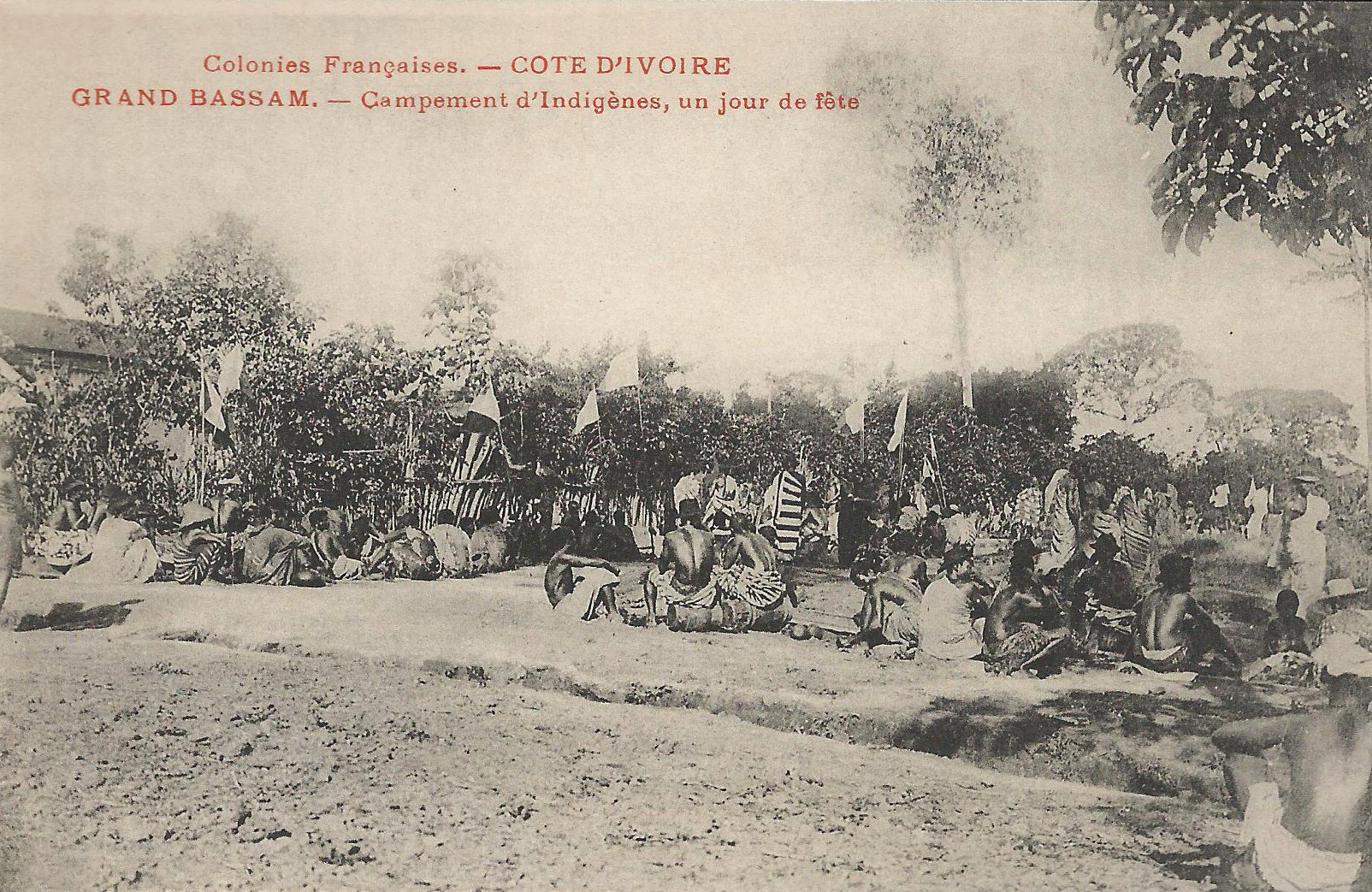
Campement d'indigènes à Grand-Bassam, entre 1890 et 1920.
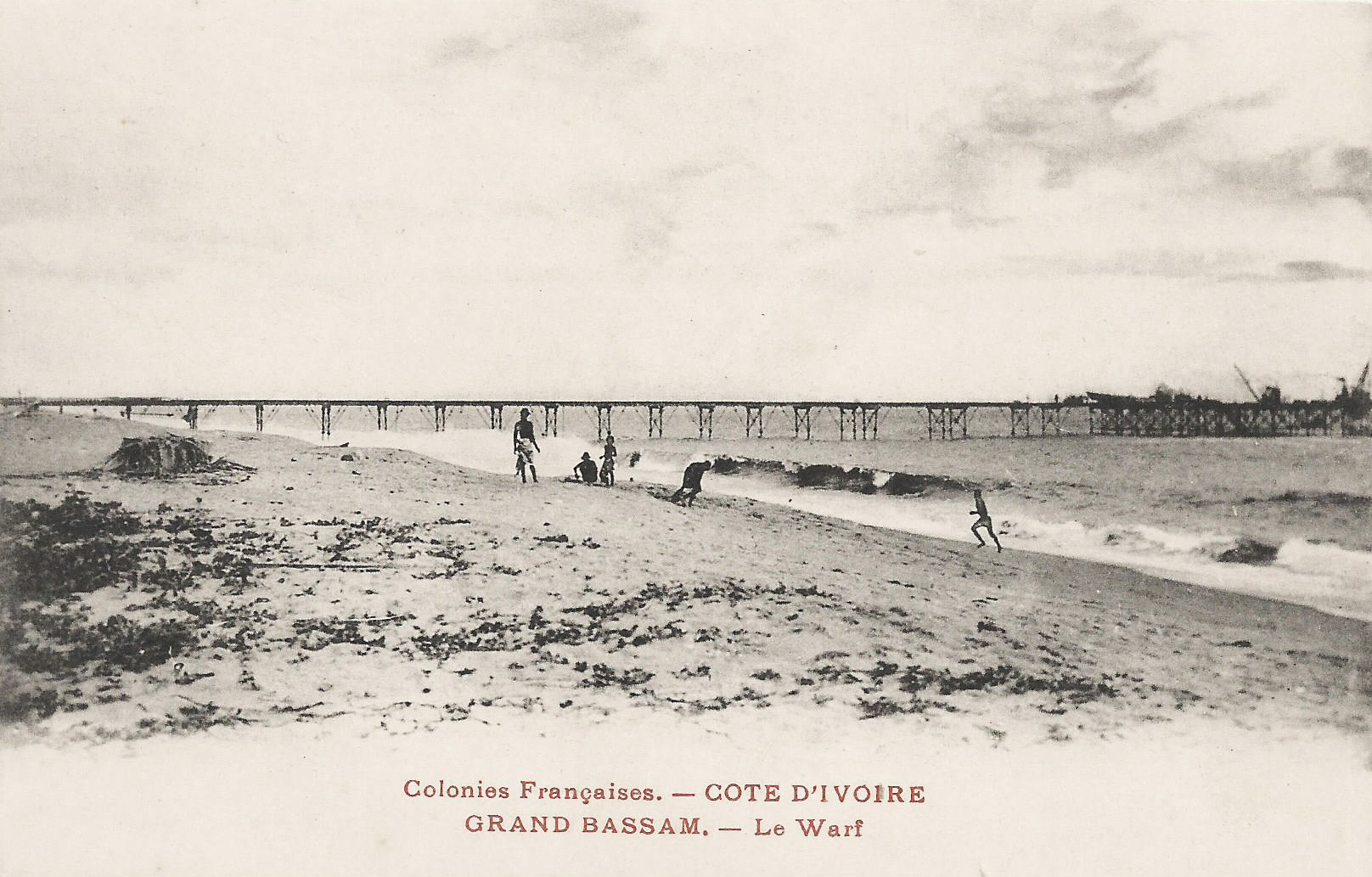
Le Wharf de Grand-Bassam, vers 1905.
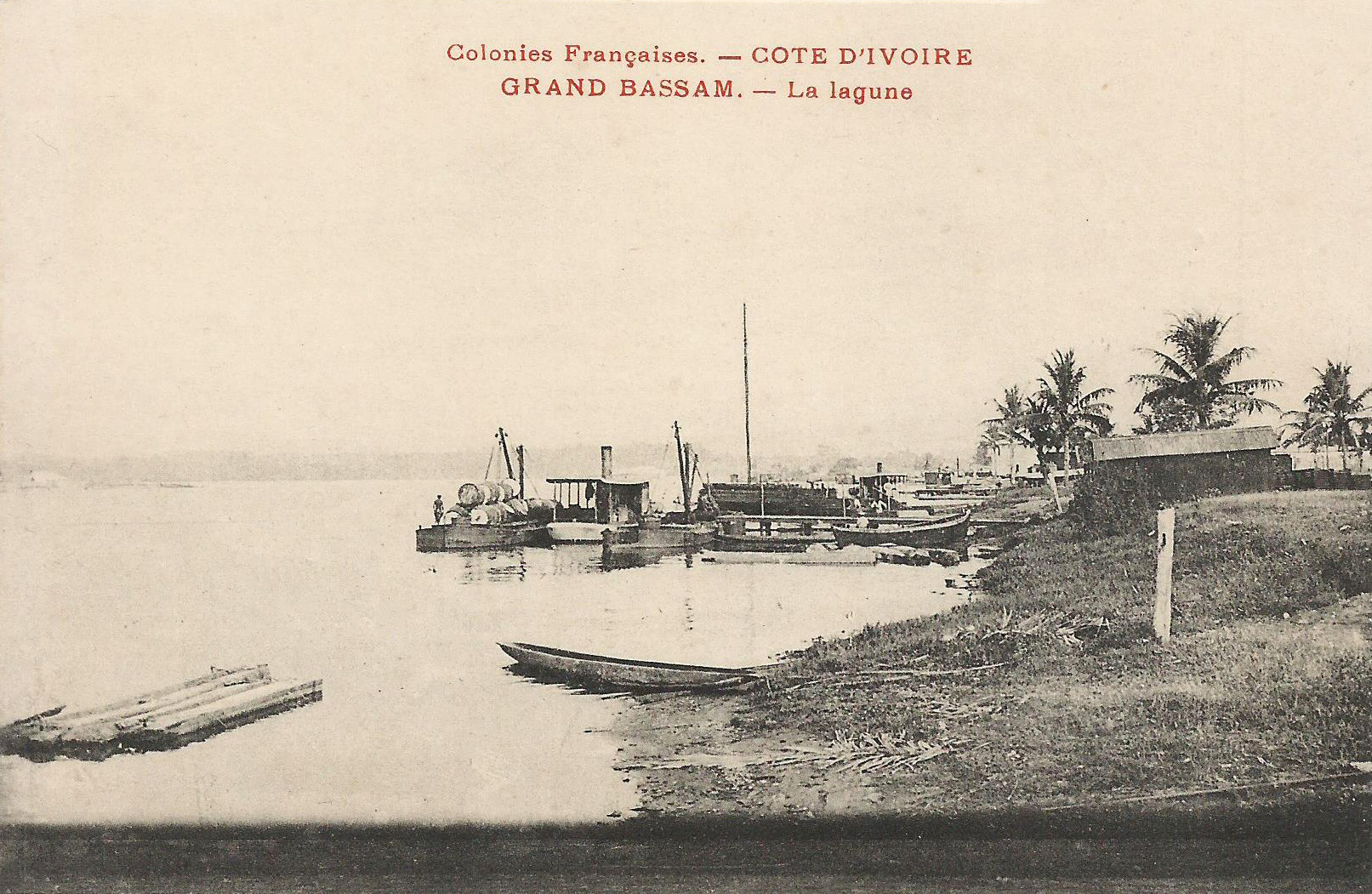
Lagune de Grand-Bassam, au début du XXe siècle.
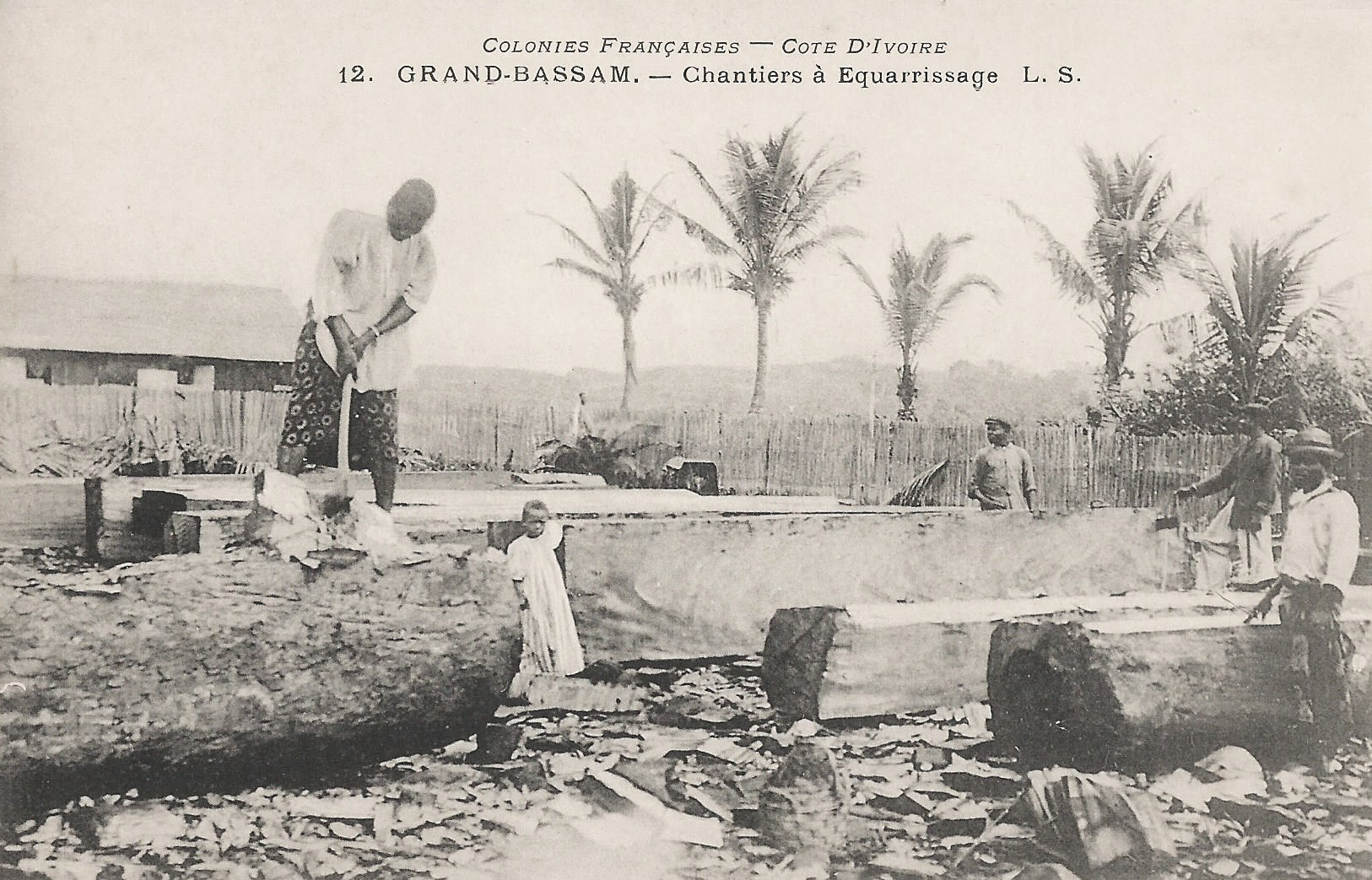
Chantiers d'équarrissage, vers 1905.
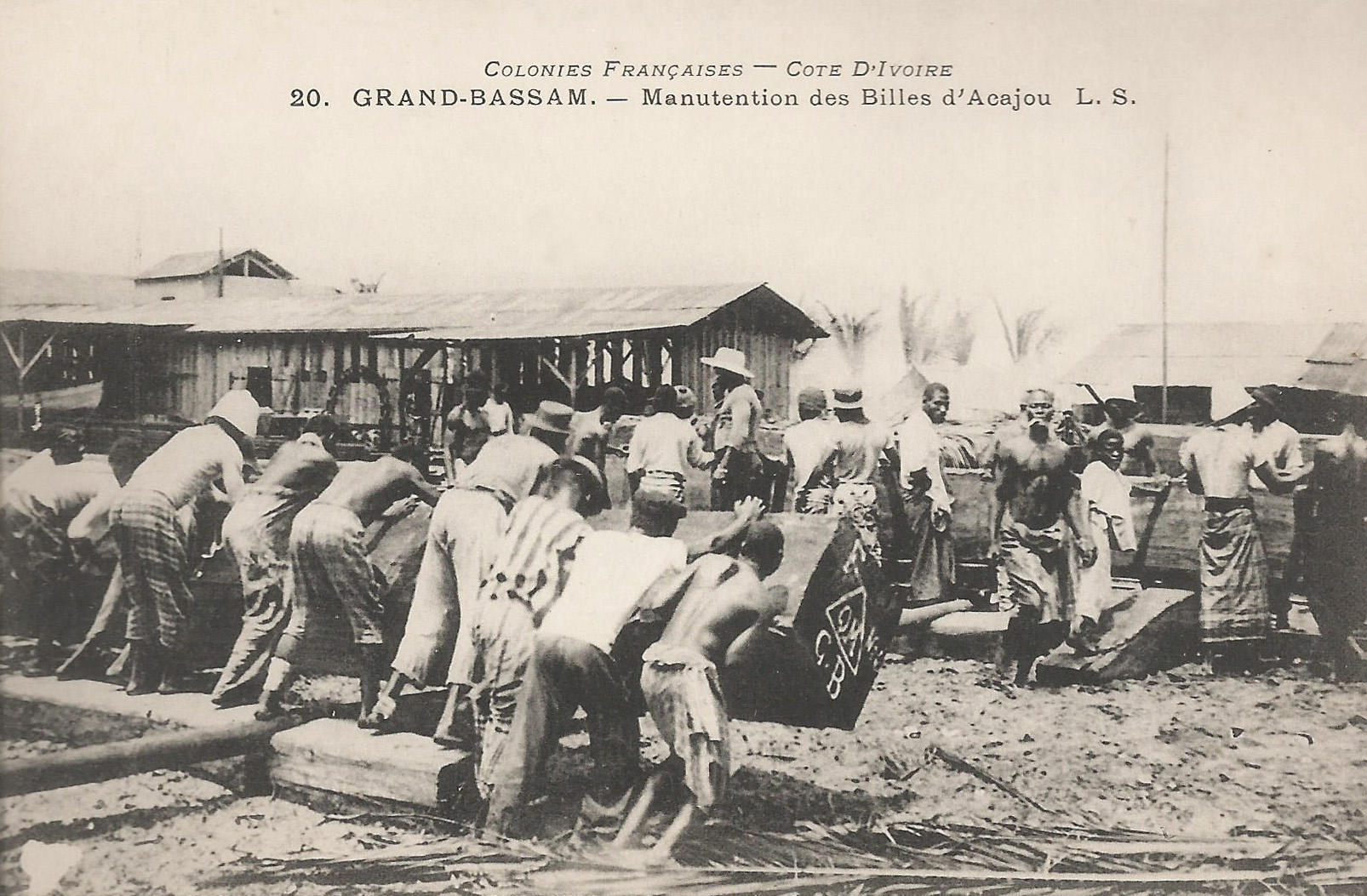
Manutention des billes d'acajou, vers 1905.
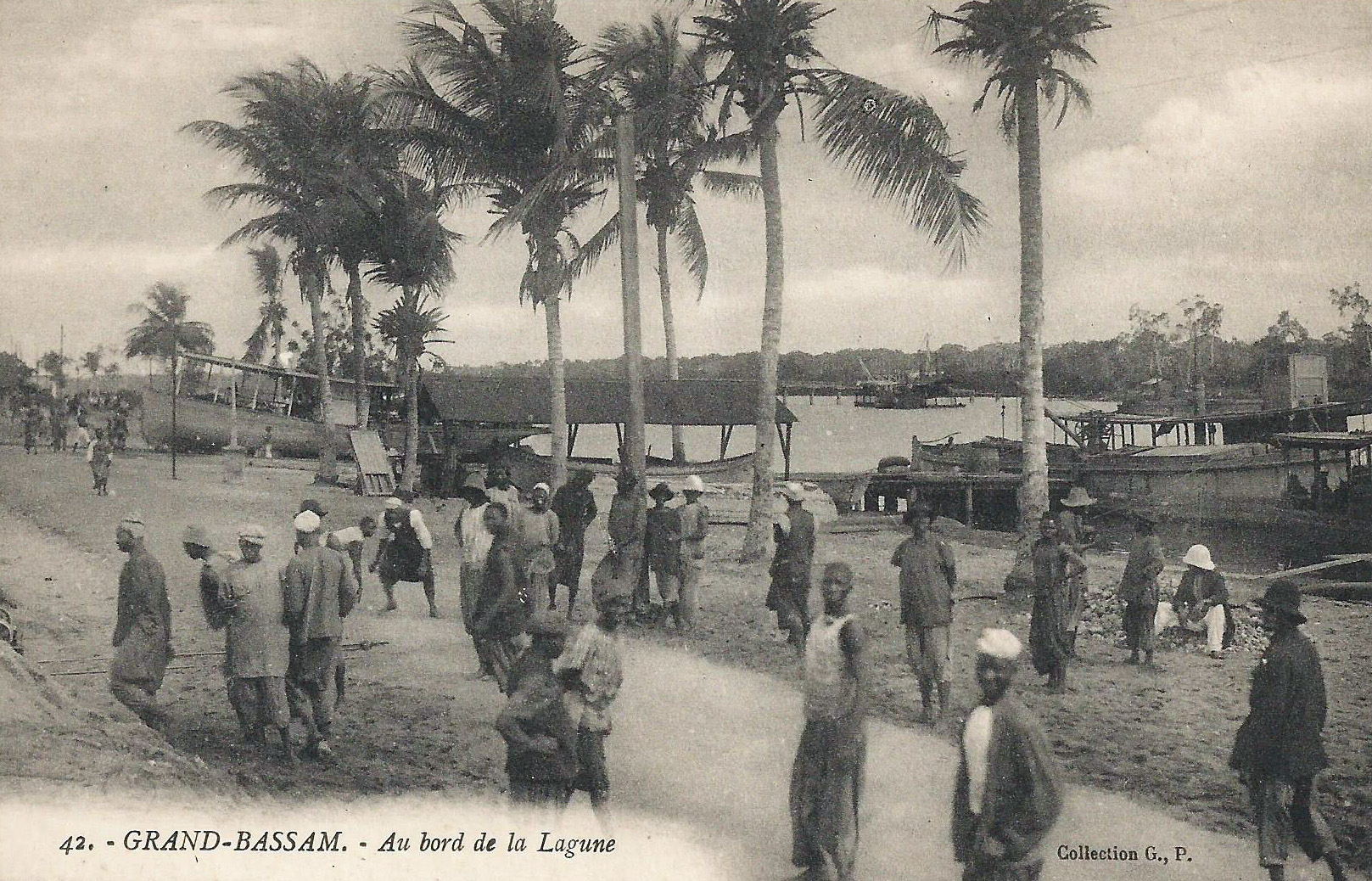
Bord de lagune, v.1905.
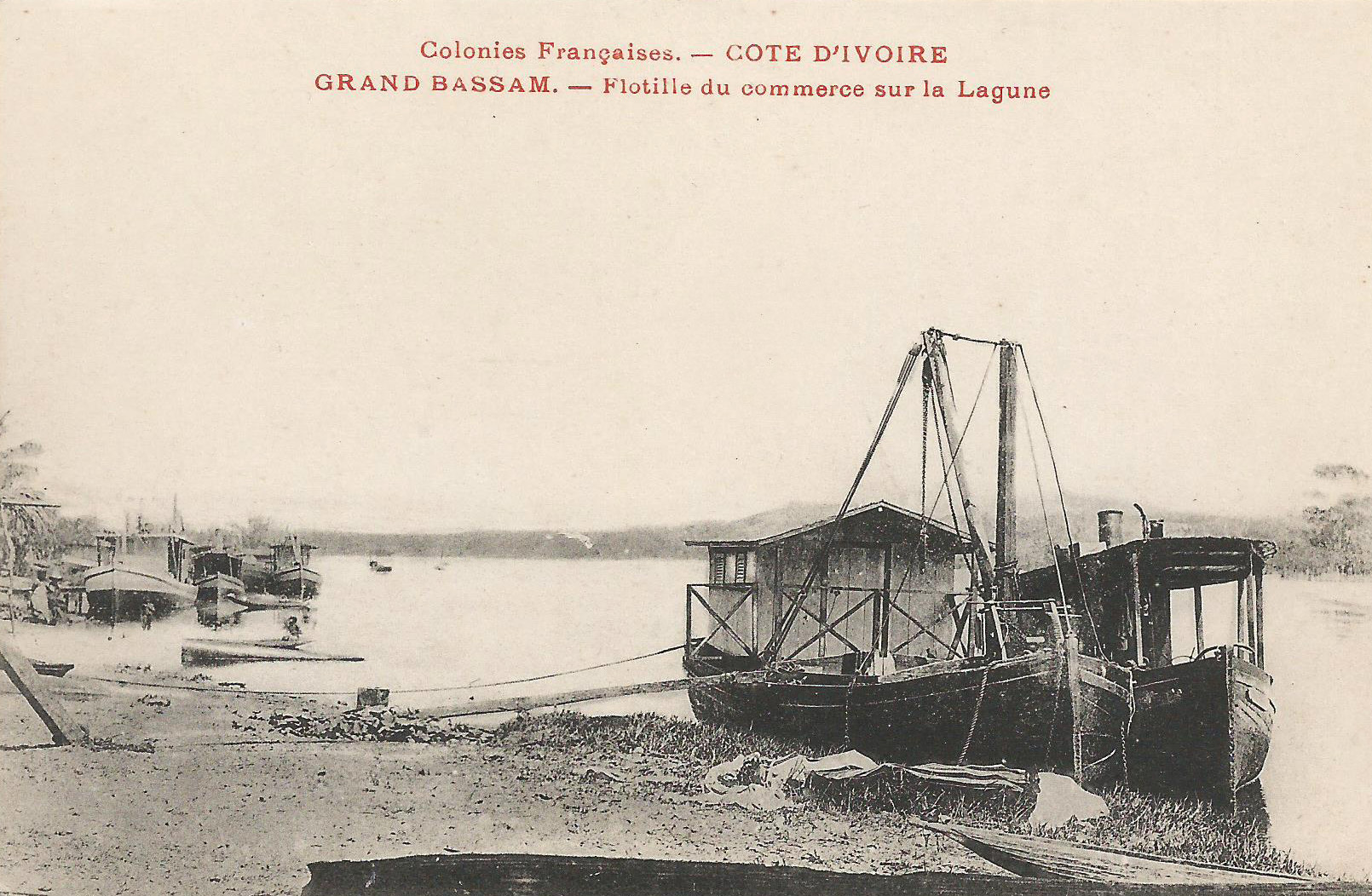
Flottille de commerce sur la lagune.
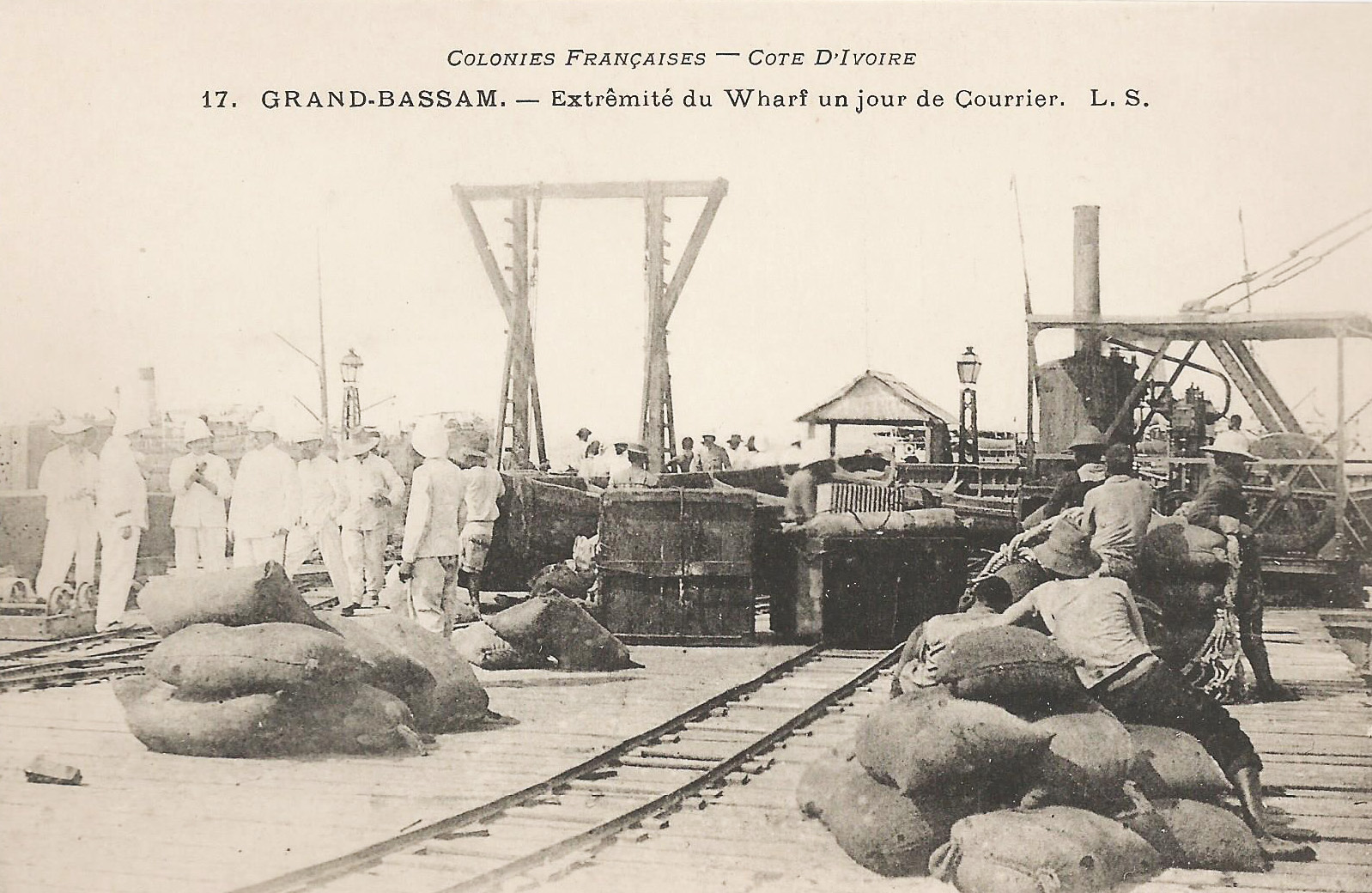
Extrémité du wharf un jour de courrier, v.1905.
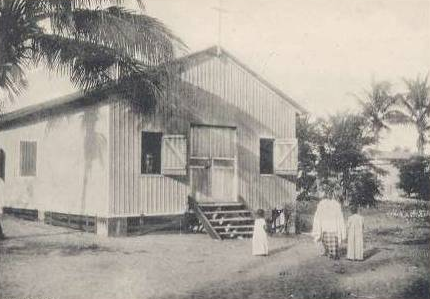
Ancienne chapelle (Cathédrale) du Sacré-Cœur de Grand-Bassam.
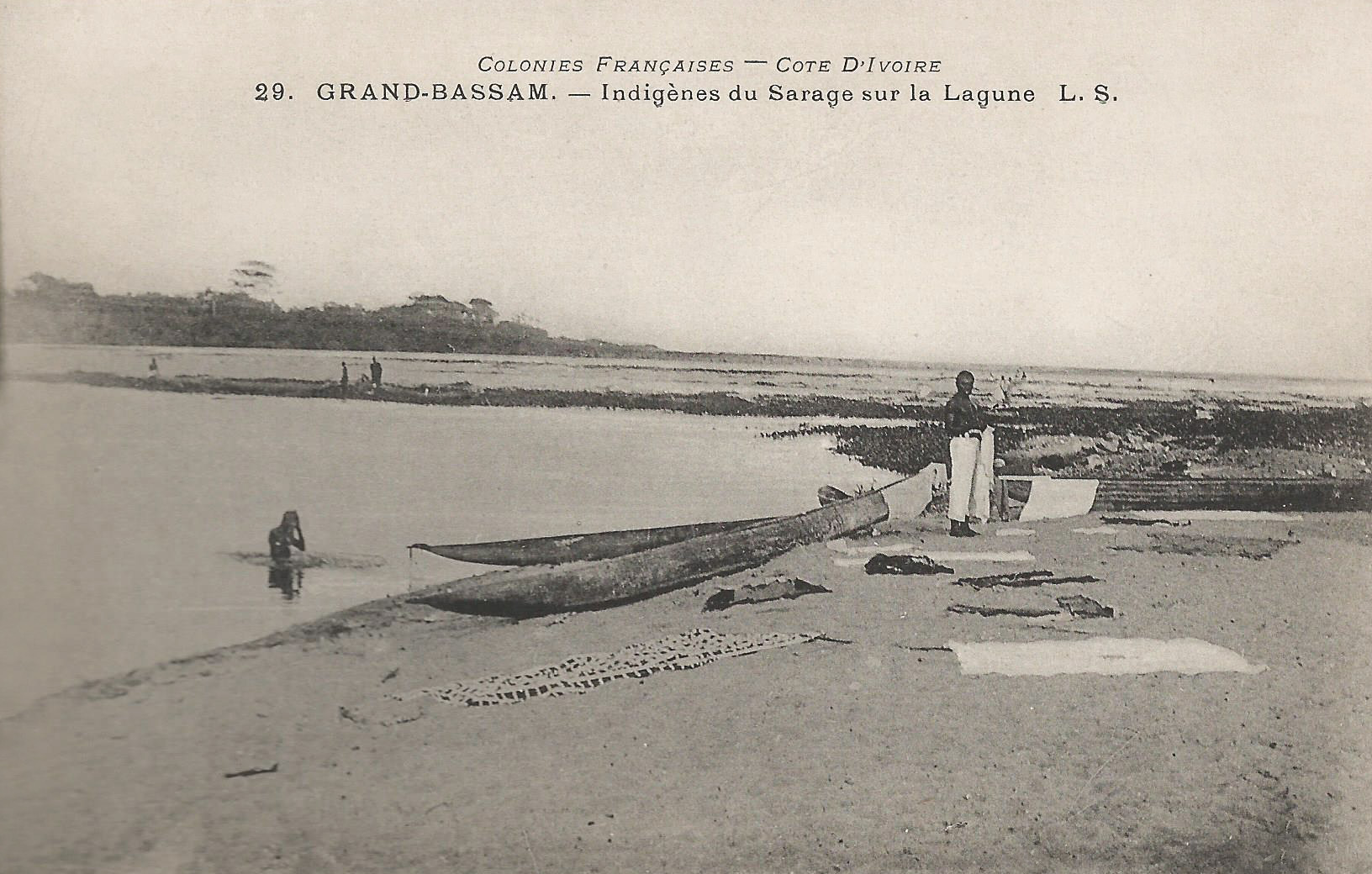
Indigènes du Sarage sur la lagune, v.1905.
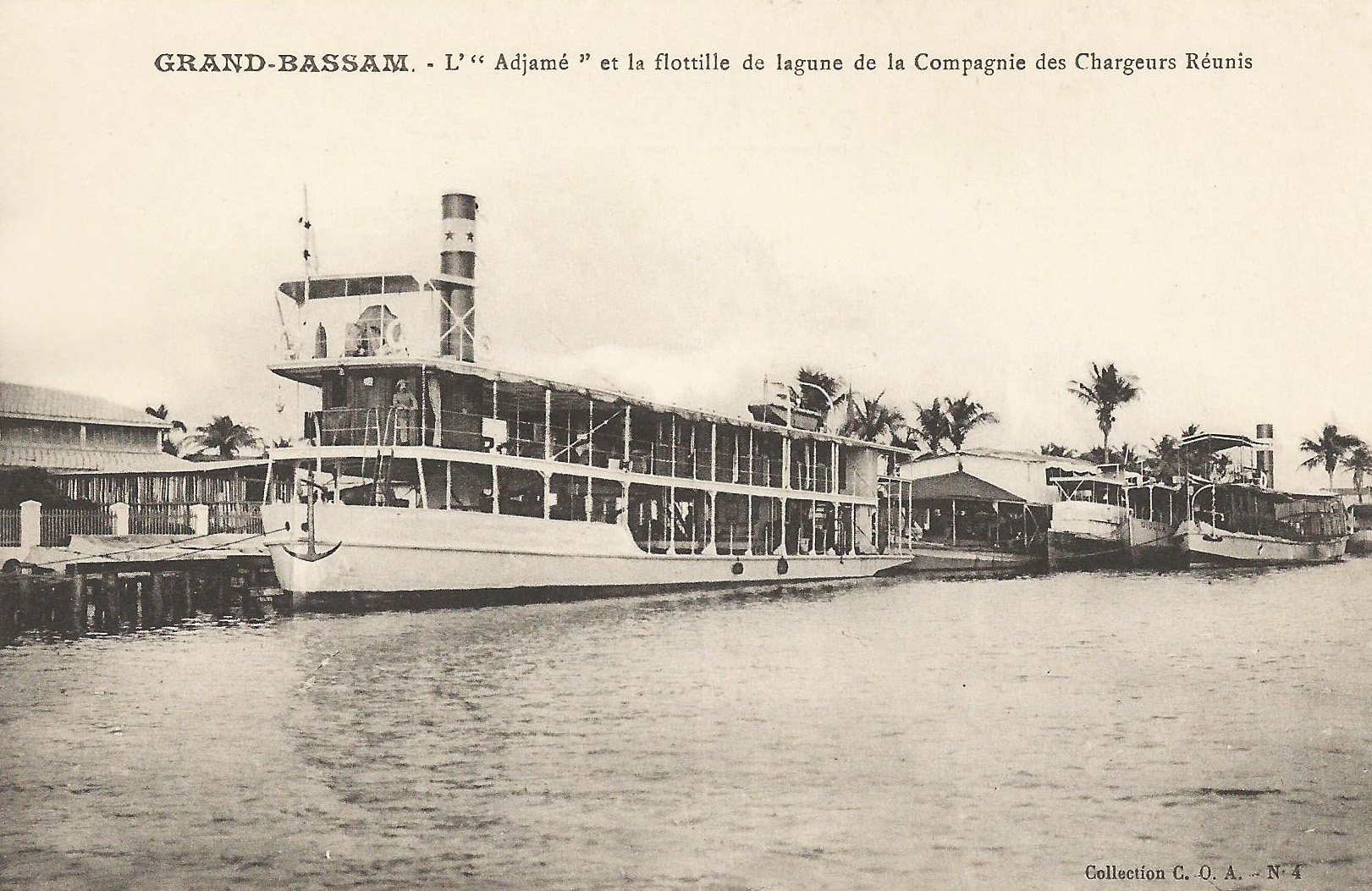
L'Adjamé et la flottille de lagune de la Compagnie des Chargeurs Réunis, v.1905.
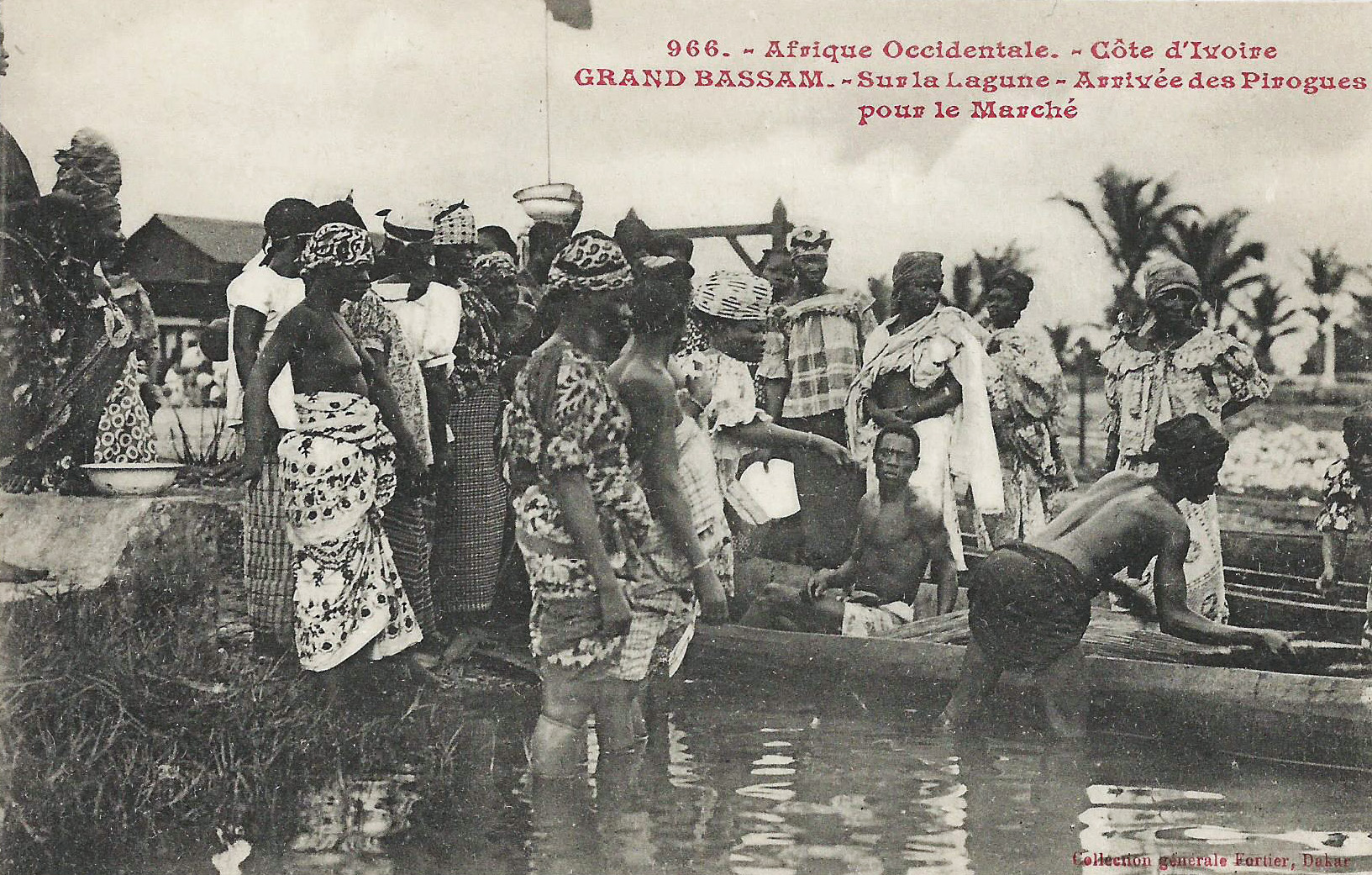
Arrivée des pirogues pour le marché, v.1906-1910.
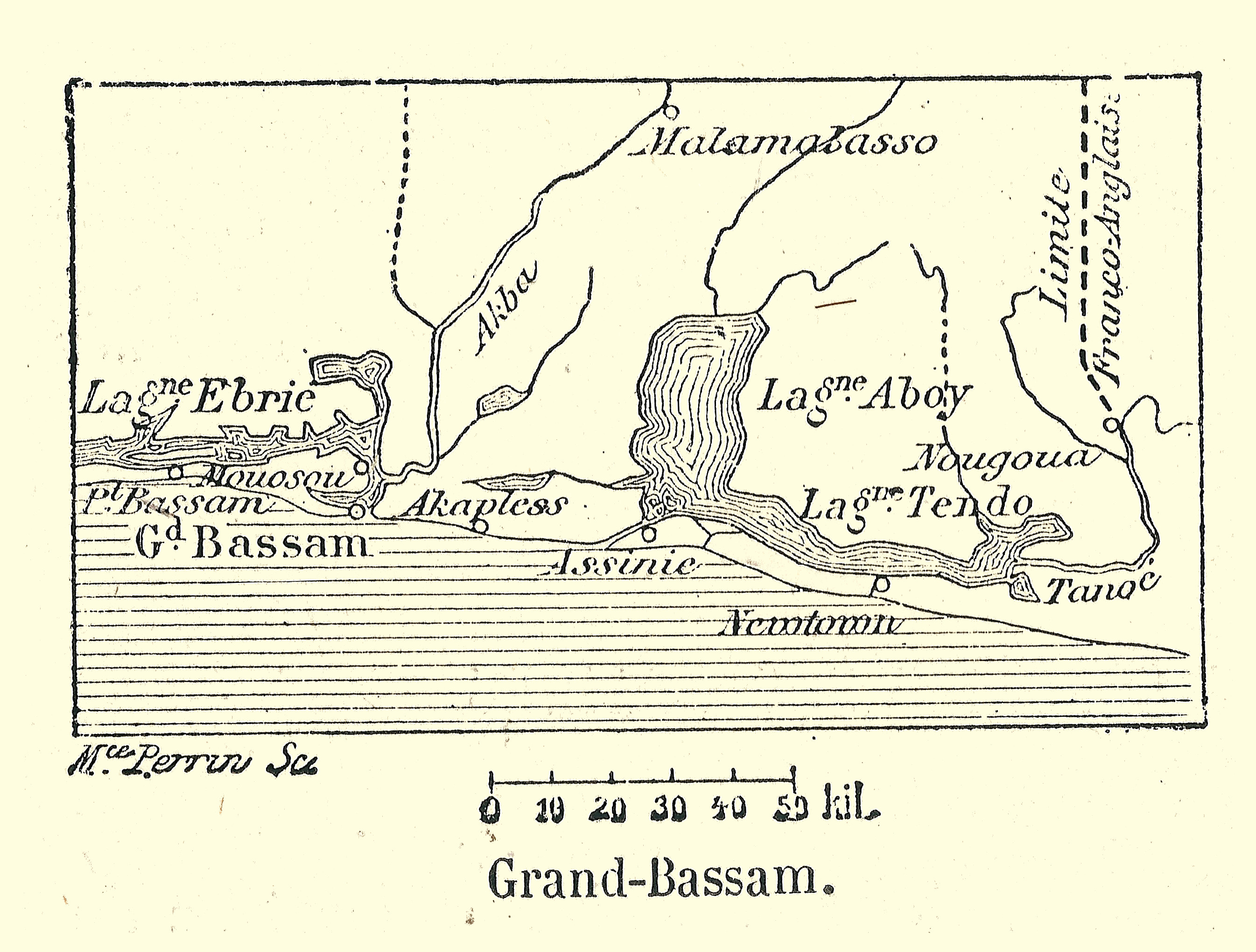
Grand-Bassam sur une carte de 1894, à droite la frontière franco-anglaise.
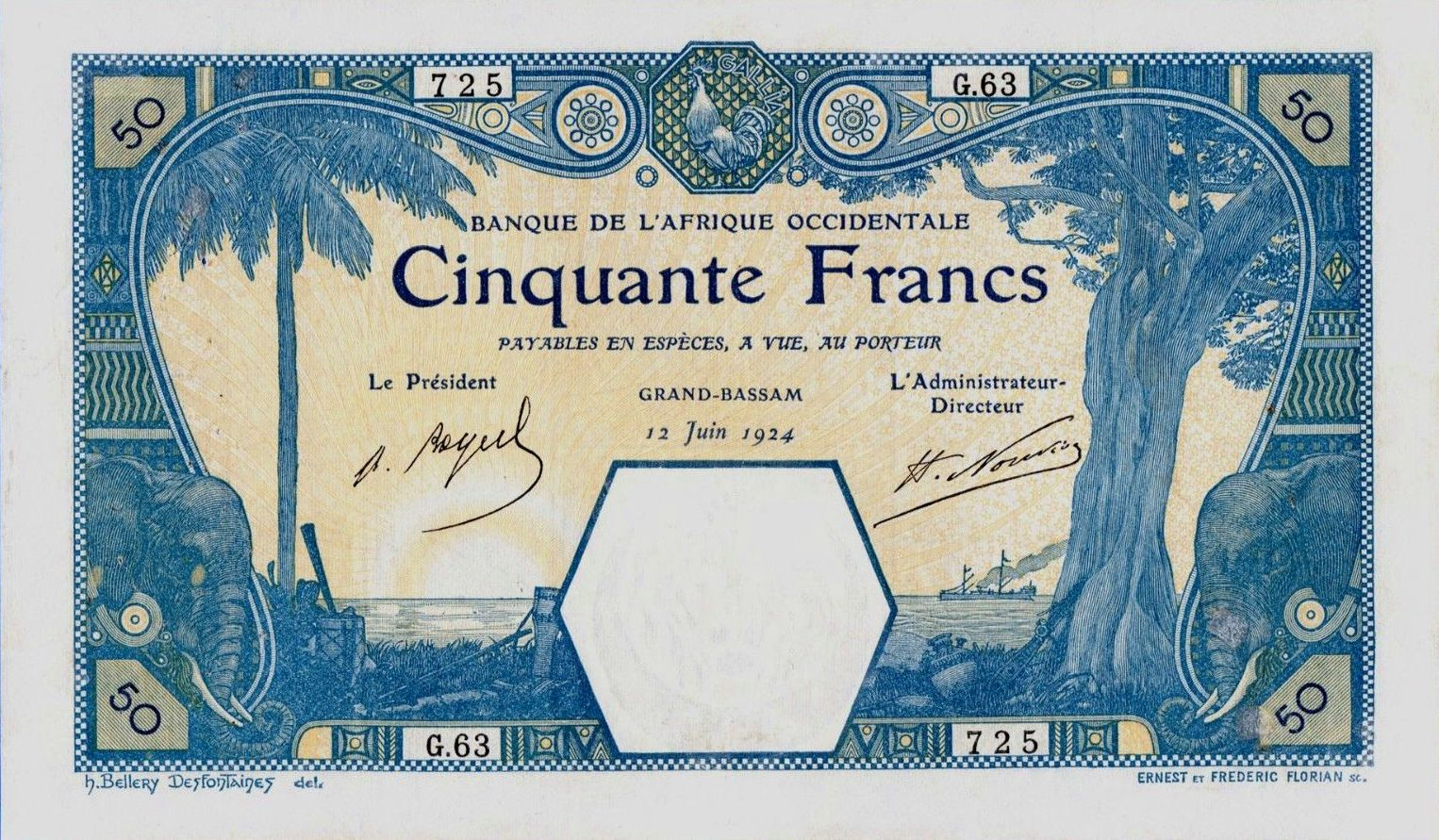
Billet de 50 Francs CFA de Grand-Bassam, 1924.

### Société

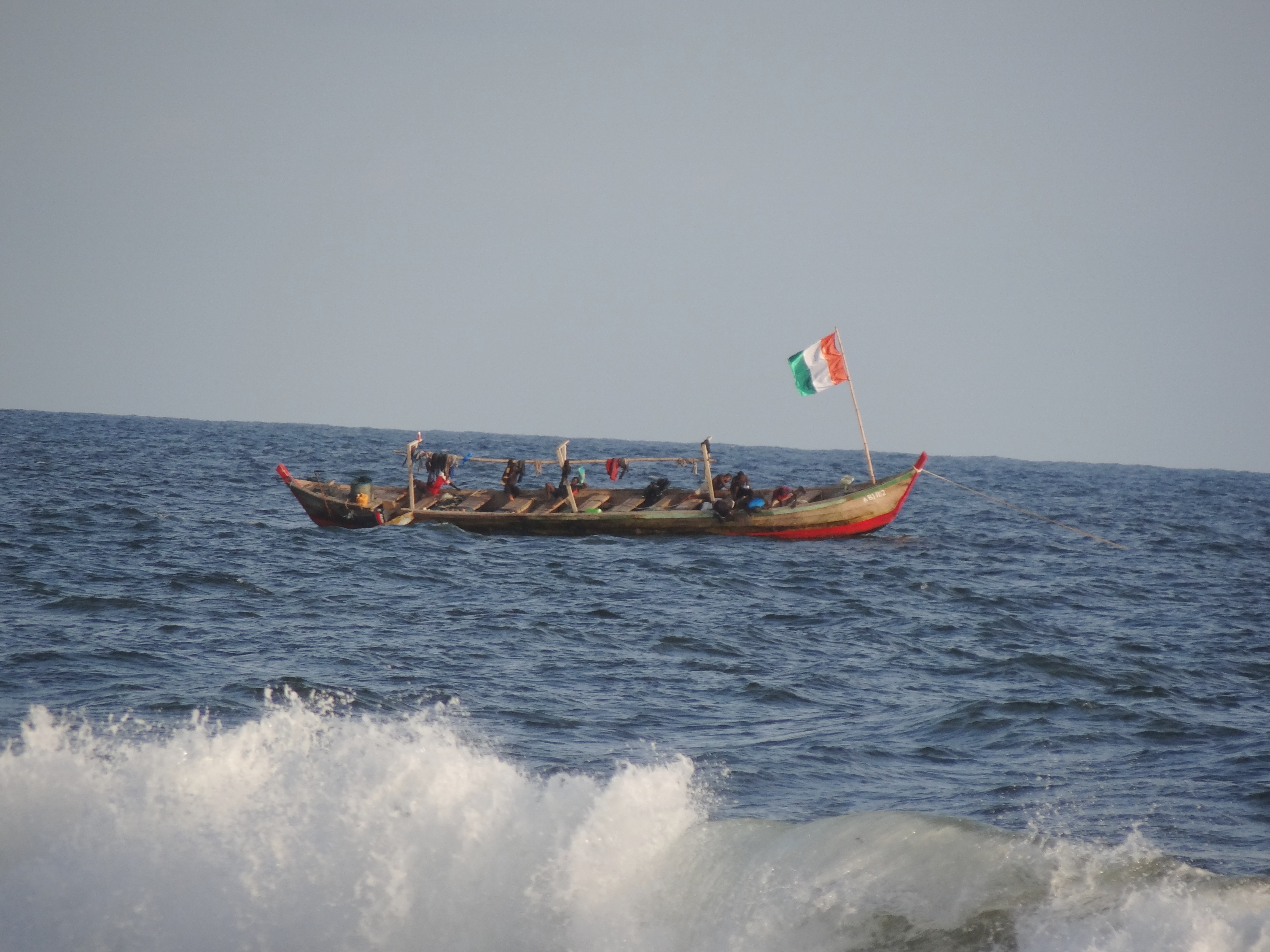
Pêcheurs près de la côte à Grand-Bassam
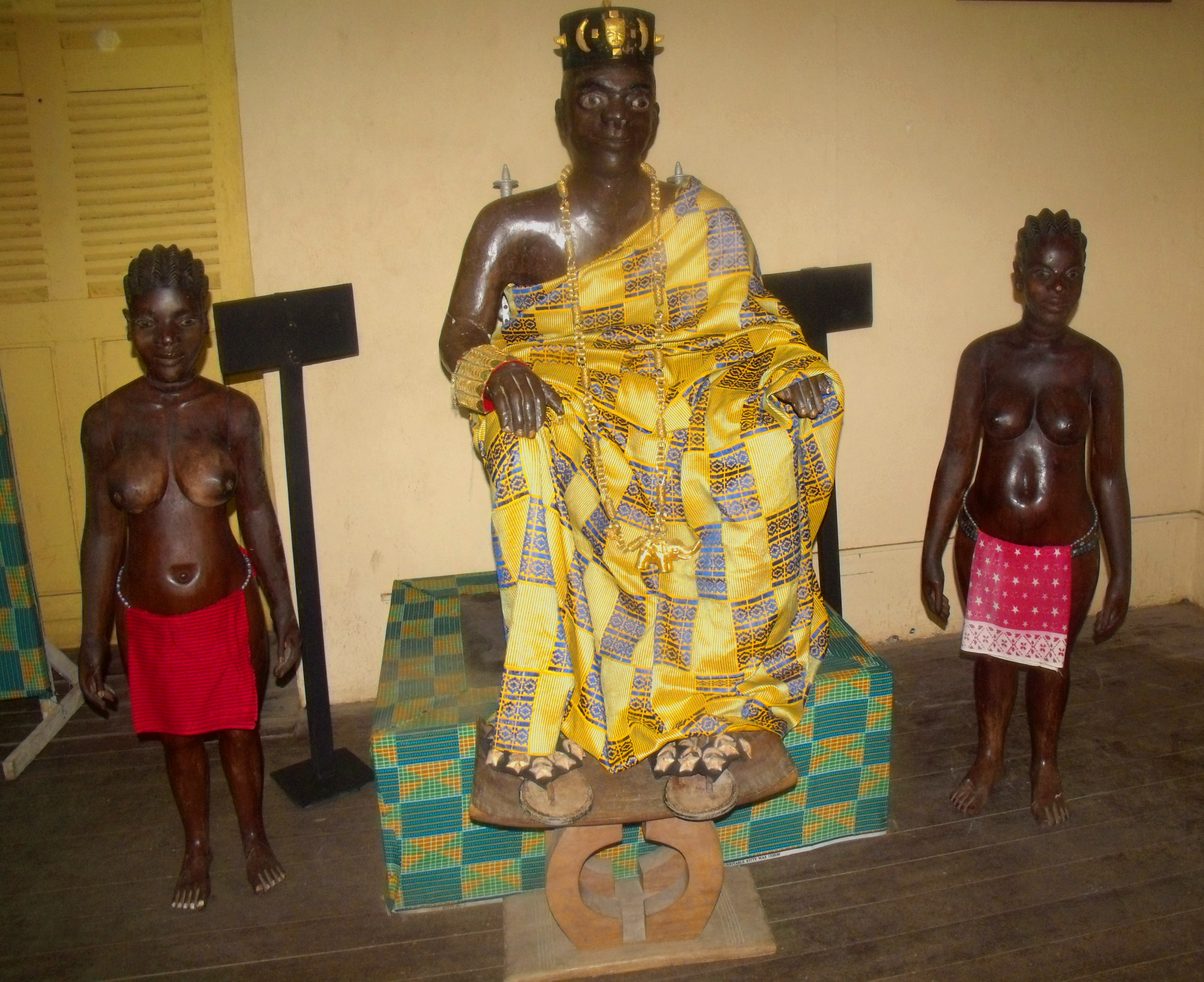
Tenue akan au musée des costumes de Grand-Bassam
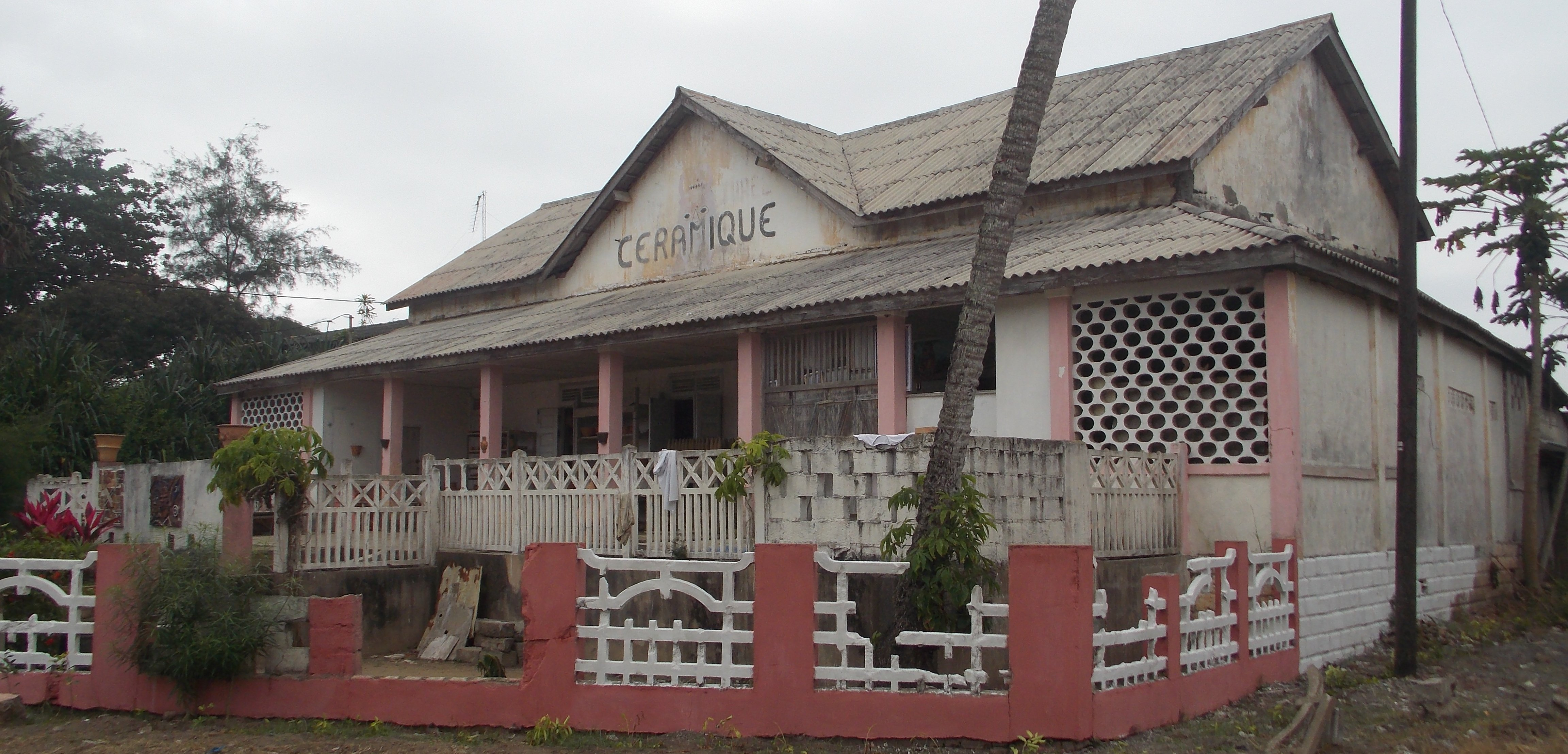
Centre de la céramique de Grand-Bassam
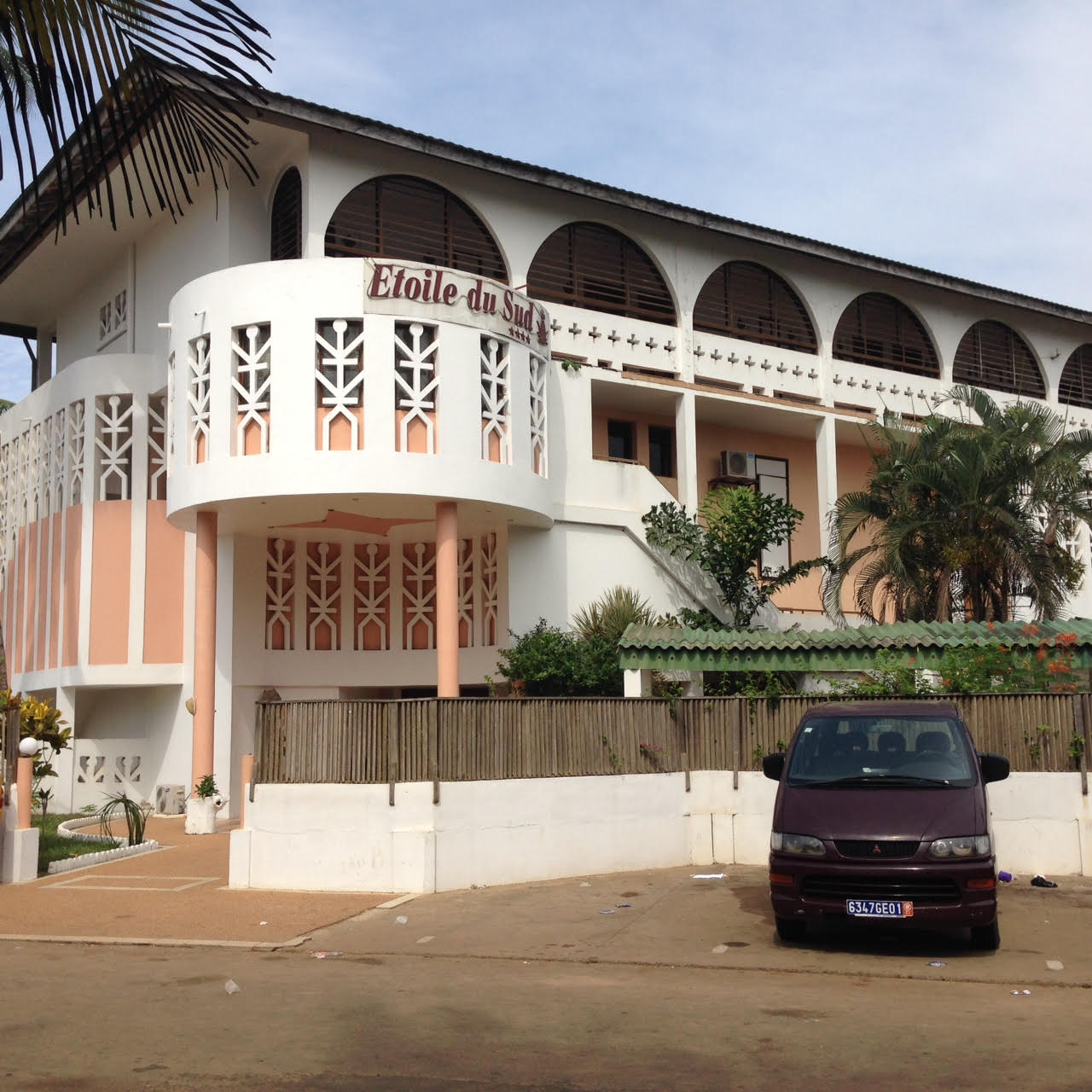
Un hôtel « 4 étoiles »
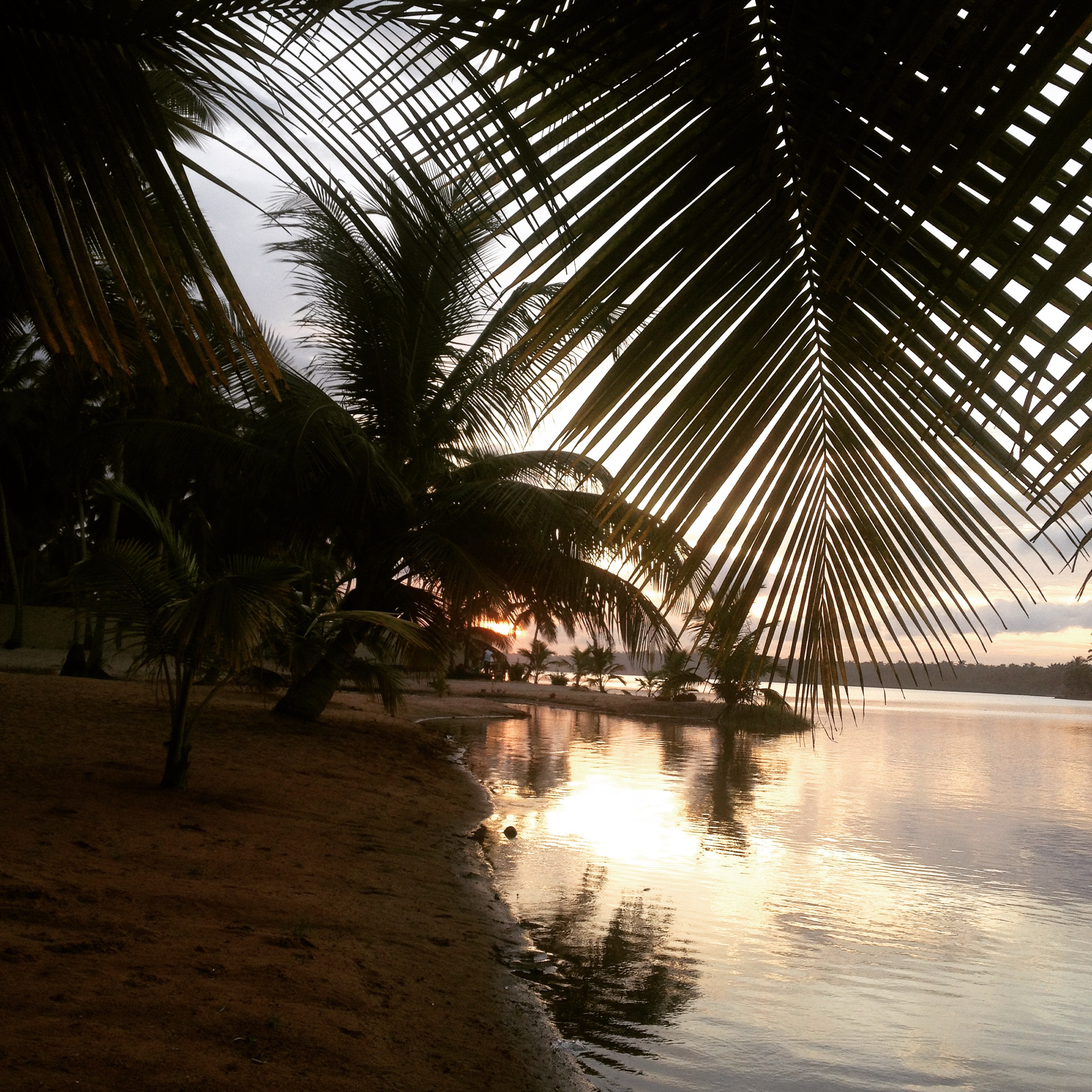
Coucher de soleil sur la lagune (2017)
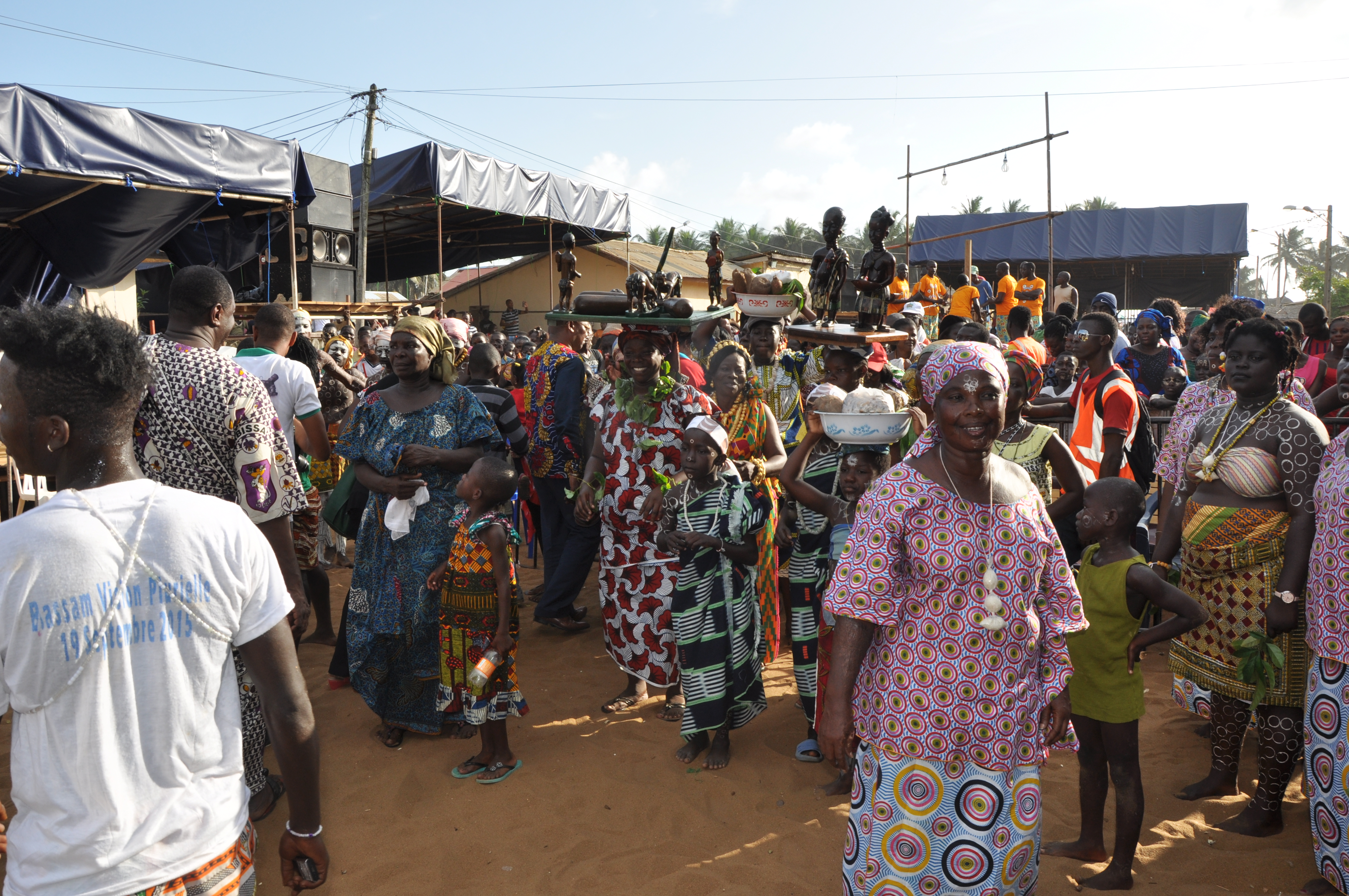
Place publique de l'Abissa (2015)
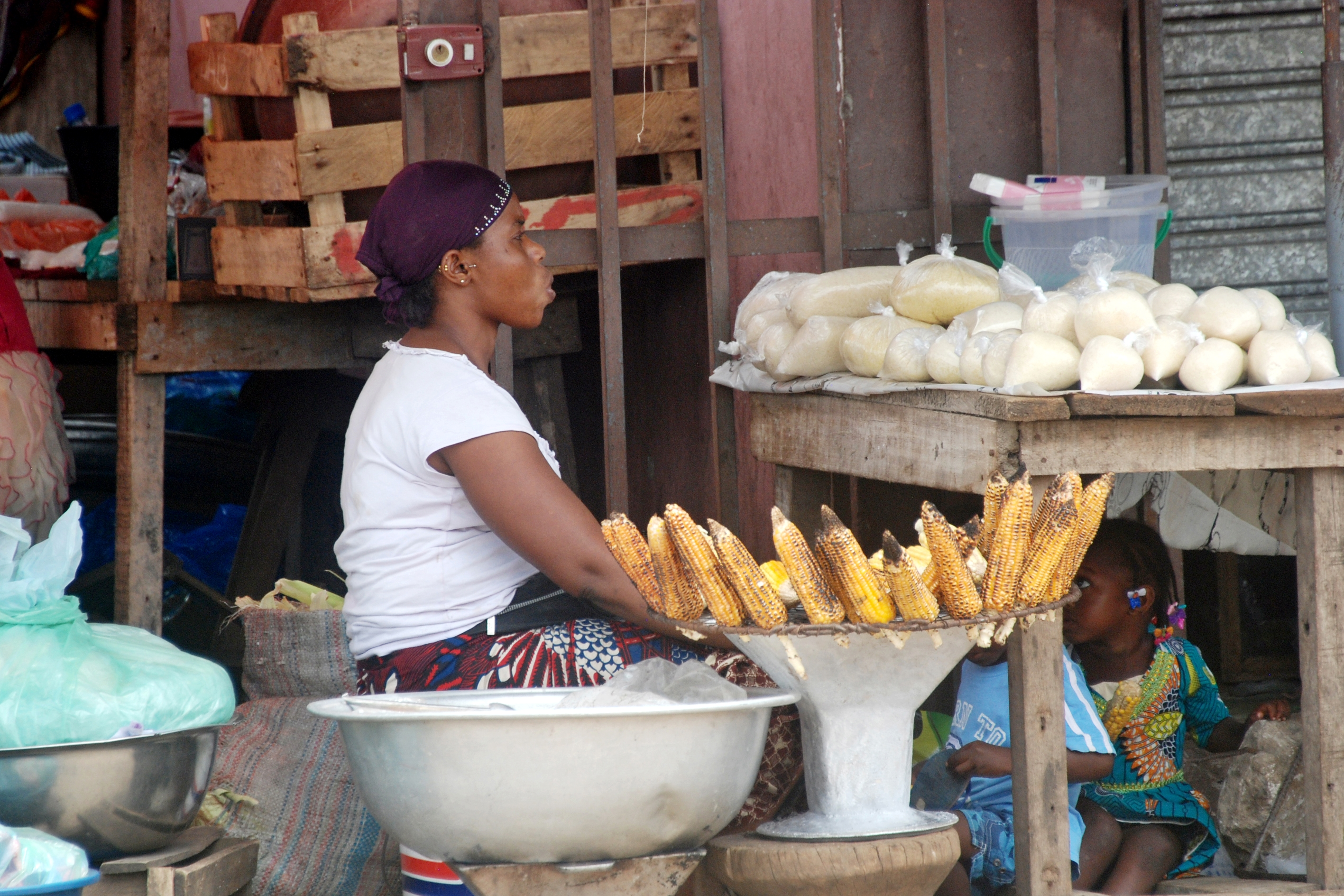
Vendeuse de maïs braisé
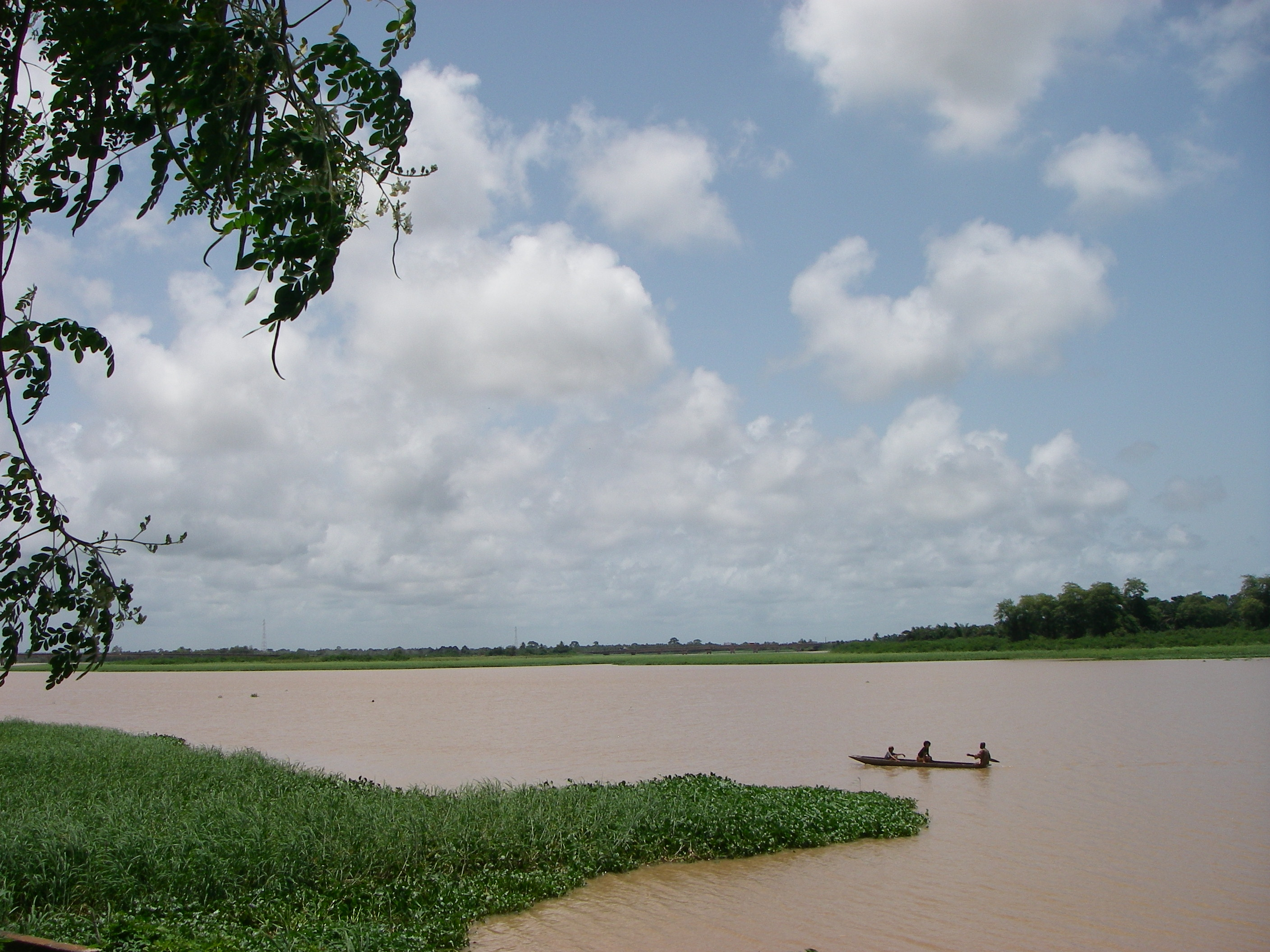
Pirogue sur la lagune (2018)